# Eleonora van Aquitanië

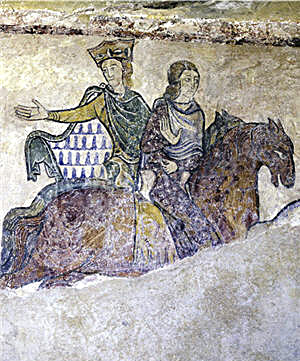
Wandschildering uit de 12e–13e eeuw in de Sint-Radegundiskapel in Chinon. De linkse figuur zou Eleonora voorstellen, als koningin van Engeland, de rechtse figuur mogelijk haar schoondochter Johanna of misschien Hendrik de Jongere, Eleonora's oudste zoon bij Hendrik II.

Eleonora van Aquitanië (Occitaans: Aleonòr d'Aquitània, Frans: Aliénor of Éléonore d'Aquitaine; ook Éléonore de Guyenne; Belin of Bordeaux, ca. 1122/1124 – Poitiers of abdij van Fontevraud, 31 maart of 1 april 1204) was hertogin van Aquitanië door erfopvolging, koningin van Frankrijk (1137–1152) door haar eerste huwelijk en koningin van Engeland (1154–1189) door haar tweede huwelijk. Ze was een van de invloedrijkste vrouwen van de middeleeuwen in West-Europa.

## Inleiding
Eleonora stamde af van de dynastie van de hertogen van Aquitanië, opvolgers van de Karolingische koningen van Aquitanië, een uitgestrekt grondgebied aan de Atlantische Oceaan, tussen de Loire en de Pyreneeën, dat zich had ontwikkeld tot het grootste, rijkste en machtigste feodale leen binnen het  Franse koninkrijk. De Franse koning had feitelijk vooral macht in Parijs en daaromheen, verderweg maakten de hertogen en graven, die formeel gebonden door leenovereenkomsten onder zijn gezag vielen, in de praktijk de dienst uit.
In 1137 overleed haar vader, hertog Willem X van Aquitanië, zonder mannelijke erfgenamen. Hij had Eleonora als oudste kind tot zijn erfopvolger benoemd, waarbij hij koning Lodewijk VI de opdracht gaf haar belangen te beschermen en een goede huwelijkskandidaat voor haar te vinden. Voor Lodewijk VI was dit een buitenkans om het hertogdom Aquitanië met bijbehorende graafschappen en steden weer onder het gezag van de koning te brengen.
Om de banden tussen Aquitanië en de Franse kroon te versterken, werd Eleonora uitgehuwelijkt aan de Franse troonopvolger Lodewijk VII, die kort na hun huwelijk tot koning werd gekroond. Het paar kreeg twee dochters, maar geen mannelijke erfgenaam, waarop Lodewijk het huwelijk nietig liet verklaren door de paus. Eleonora behield haar omvangrijke bezittingen, waardoor de scheiding aanzienlijke geopolitieke gevolgen had. Kort daarna trad zij in het huwelijk met Hendrik Plantagenet, de toekomstige koning van Engeland, waardoor een groot deel van Frankrijk onder Engels gezag kwam. Deze machtsverschuiving droeg bij aan de spanningen die uiteindelijk uitmondden in de Honderdjarige Oorlog (1337–1453) tussen het koninkrijk Engeland en Frankrijk.
Na de ontbinding van haar huwelijk met de Franse koning trouwde Eleonora met de jonge Hendrik Plantagenet, de hertog van Anjou en Normandië, die op dat moment Engelse troonpretendent was. Ze bracht haar eigendommen nu in dit huwelijk in. Twee jaar later werden Hendrik en Eleonora tot Engelse monarchen gekroond. Hendriks politiek beoogde een consolidering van de territoria in het bezit van zijn familie tot één gebied, dat in de moderne geschiedschrijving als het Angevijnse Rijk wordt aangeduid. Daarbij namen de gebieden die Eleonora in het huwelijk inbracht een sleutelpositie in.
Eleonora voelde zich als erfgename van Aquitanië geroepen en gerechtigd om haar hertogdom zelfstandig te besturen en verzette zich tegen de inlijving ervan in het rijk van haar echtgenoot. Mede hierdoor was het huwelijk conflictrijk. Nadat Eleonora zich in 1173/1174 bij de opstand van haar drie oudste zonen tegen hun vader had aangesloten, plaatste Hendrik haar vijftien jaar lang onder huisarrest. Eleonora nam pas na de dood van haar echtgenoot in 1189 onder de regeringen van haar zonen Richard I van Engeland (Richard Leeuwenhart) en Jan zonder Land opnieuw een beduidende politieke rol op zich.
Rond Eleonora's persoon begonnen tijdens haar leven mythen en legendes te ontstaan. In de loop der eeuwen gold ze als het voorbeeld van een heerseres met een honger naar macht die continu intrigeerde. Dat beeld is in de laatste decennia echter veranderd. Niet in de laatste plaats nadat ze door de verfilming van The Lion in Winter (1968) een plaats in de populaire cultuur kreeg, werd ze het hoofdpersonage van talrijke literaire werken, die van haar een beschermvrouwe van dichters en minnezangers maakten, hoewel historische bronnen geen houvast bieden voor zo'n mecenaat. De beschikbare bronnen zijn vaak gekleurd en bemoeilijken een correcte beeldvorming van de historische figuur. Dat Eleonora haar rol als koningin ten volle wilde waarmaken en vastberaden was om haar hertogdom Aquitanië te beschermen, beschouwen historici als Ralph Turner als de leidmotieven van haar leven.

### Naam
Volgens Godfried van Vigeois werd Eleonora van Aquitanië gedoopt als Alienor. Deze doopnaam zou volgens de kroniekschrijver zijn afgeleid van alia Ænor ("de andere Aénor"), om haar van haar moeder te onderscheiden. De historica Daniela Laube wijst er evenwel op dat, gelet op de verschillende schrijfwijzen van de naam in oorkonden en contemporaine kronieken, de precieze schrijfwijze tijdens Eleonora's leven niet vaststond en de naam op verschillende manieren werd geschreven. Zo noemt abt Suger haar Aanor; de kroniek van Morigny Aenordis; later werd ze Alienor, occasioneel ook Helnienordis genoemd. In dit Wikipedia-artikel wordt de in het Nederlandse taalgebied gebruikelijke vorm Eleonora gebruikt.

## Familieachtergrond en kindertijd

### Afstamming

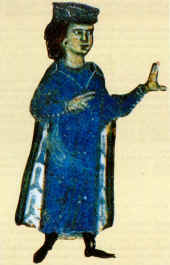
Willem IX van Aquitanië (voorstelling uit Bibliothèque Nationale, MS cod. fr. 12473, 13e eeuw).

Eleonora's grootvader aan vaderskant was Willem IX van Aquitanië. Hij was hertrouwd met Filippa van Toulouse, dochter van Willem IV van Toulouse. Daar Philippa's beide broers waren gestorven, was Filippa de rechtmatige erfgename van het aan Aquitanië aangrenzende graafschap Toulouse, waaruit Eleonora's aanspraak op het graafschap voortkwam. Filippa's oom Raymond IV van Toulouse had na de dood van Filippa's vader het graafschap Toulouse geüsurpeerd en Willem was er voor korte tijd in geslaagd de erfenis van zijn vrouw te heroveren voordat deze aan de graven van Toulouse terugviel.
Het hof dat Willem IX in Poitiers hield, genoot de reputatie een van de meest gecultiveerde in Europa te zijn. Hij was een voortrekker in het onderwijs: jonge ridders werden niet alleen onderricht in wapengebruik, maar ook in hoofse manieren. Mogelijk genoten ze ook een klassieke opvoeding. Eleonora groeide hierdoor op in een omgeving die aanzienlijk verschilde van de leefwereld van haar beide latere echtgenoten. Van haar grootvader zijn elf in het Occitaans geschreven minneliederen overgeleverd, wat hem de bijnaam "troubadour-hertog" opleverde. De helft van deze liederen drijven op frivole wijze de spot met de strikte seksuele moraal van de Kerk; Willems leven was daadwerkelijk doorspekt van talrijke buitenechtelijke affaires.
De voor zijn kleindochter beslissende verhouding was diegene die hij in 1115 begon met Amalberga, de echtgenote van zijn vazal Aimery I, burggraaf van Châtellerault, met wie zij drie kinderen had, onder wie hun dochter Aénor van Châtellerault. Willem ontvoerde Amalberga naar zijn hof in Poitiers, waarop zijn echtgenote zich in de abdij van Fontevraud terugtrok. Amalberga, die de volgende jaren aan Willems hof leefde, wenste minstens voor haar dochter Aénor de officiële rol van een hertogin te verwerven en zette zich daarom in voor een huwelijk van Aénor met de oudste zoon van hertog Willem, Willem X van Aquitanië. Dit huwelijk tussen de jonge Willem X van Aquitanië en Aénor van Châtellerault vond vermoedelijk in 1121 plaats.

### Kindertijd en jeugd
Als eerste kind van Willem en Aénor kwam Eleonora vermoedelijk in de buurt van Bordeaux ter wereld. Hoewel enkele bronnen 1122 opgegeven als Eleonora's geboortejaar, wordt 1124 als waarschijnlijker aanvaard. Eleonora's zus Aelith, die later aan het Franse koninklijke hof Petronilla werd genoemd, kwam vermoedelijk in 1125 ter wereld en in 1126 of 1127 volgde de langverwachte mannelijke erfgenaam Willem Aigret. In 1127 stierf Eleonora's grootvader en werd haar vader hertog van Aquitanië. Eleonora's jongere broer en moeder stierven beiden in 1130, wat de achtjarige Eleonora tot haar vaders erfgename maakte.

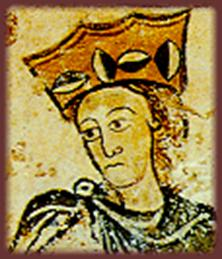
Detail van de wandschildering in Chinon, door sommigen gedacht een eigentijds portret van Eleonora te zijn.

Eleonora leerde zowel Occitaans als Latijn lezen, wat ongewoon was. Er zijn geen bewijzen dat ze leerde schrijven. Daarnaast werd ze vermoedelijk onderwezen in handwerken en het huishouden. De opgroeiende Eleonora werd als knap beschouwd, al liet geen van de contemporaine troubadours die haar knap noemen verwijzingen na over hoe ze eruitzag. Het contemporaine schoonheidsideaal verkoos blonde haren en blauwe ogen; een muurschildering in de Sint-Radegondekerk in Chinon, die nog tijdens haar leven werd geschilderd en met grote zekerheid haar voorstelt, toont een vrouw met rossig-bruin haar. Daarnaast vermelden bronnen haar intelligentie, gevatheid en openhartigheid, wat tijdgenoten aantrekkelijk vonden.

### Dood van haar vader

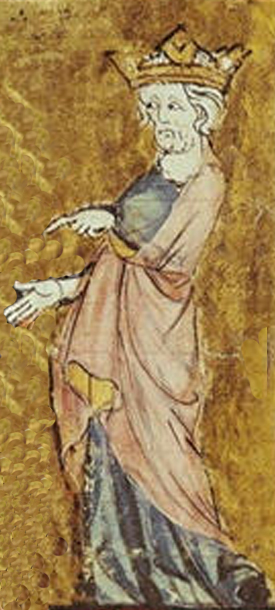
Lodewijk VI van Frankrijk in een voorstelling uit de 14e eeuw.

De regering van Eleonora's vader was kort en werd geplaagd door conflicten met vazallen. Willem X steunde vanaf 1130 aanvankelijk de tegenpaus Anacletus II en schaarde zich pas in 1135 onder invloed van de kloosterhervormer Bernardus van Clairvaux achter paus Innocentius II. Het huwelijksplan van de weduwnaar met de dochter van burggraaf Adhémar van Limoges, die zijn invloed in Limousin had versterkt, mislukte door een intrige van zijn vazallen die zich al meer dan een eeuw tegen de Aquitaanse heerschappij over hun landstreek verzetten. Graaf Willem VI van Angoulême ontvoerde de jonge vrouw en trouwde met haar.
De gevreesde strafexpeditie van Willem tegen de graaf van Angoulême bleef uit en de hertog van Aquitanië sloot zich in plaats daarvan in september 1136 aan bij een veldtocht van zijn noordelijke buurman Godfried V van Anjou tegen Normandië. Het was ofwel een voorval tijdens deze korte veldtocht ofwel zijn ontmoeting met Bernardus van Clairvaux die Willem ertoe deed besluiten om naar Santiago de Compostella op bedevaart te trekken teneinde boete te doen voor zijn zonden. Voor zijn vertrek liet hij zijn vazallen zweren de erfaanspraken van Eleonora te eerbiedigen. Tegelijkertijd plaatste hij zijn dochter onder de hoede van zijn leenheer, koning Lodewijk VI van Frankrijk. Zijn beide dochters begeleidden hun vader tot aan Bordeaux, waar hij hen vermoedelijk onder de hoede van de aartsbisschop achterliet. Willem stierf op Goede Vrijdag, 9 april 1137, net voordat hij Santiago de Compostella zou hebben bereikt.

### Eleonora's erfenis
Abt Suger van Saint-Denis, de invloedrijke raadsman van de Franse koning, beweerde dat Willem bij testament niet enkel Eleonora onder de voogdij van de koning had geplaatst, maar hem ook had gevraagd om voor haar een echtgenoot te vinden. Lodewijk zou daarop hebben besloten zijn troonopvolger met Eleonora te doen trouwen.
Deze eigentijdse getuigenis verhult echter de ware motieven: het voorval bood Lodewijk VI de gelegenheid om een al te onafhankelijk leen van Frankrijk weer nauwer met de kroon te verbinden. Het Franse kroondomein was begin 1137 in feite beperkt tot Île-de-France, Orléans en een deel van Berry. Door een huwelijk tussen de troonopvolger en Eleonora zou de rechtstreekse invloed van de Franse kroon ook de uitgestrekte en rijke landerijen in Midden- en Zuid-Frankrijk behelzen. Volgens de schaarse getuigenissen over recht en gezag was het leenwezen in deze gebieden echter complex; het bleef onduidelijk in welke mate de Franse kroon haar gezag als opperleenheer zou kunnen doen gelden. Een huwelijk met de erfgename van het hertogdom Aquitanië betekende echter in ieder geval een aanspraak op het gebied aan de overkant van de Loire, waar de Franse kroon sinds de 10e eeuw geen eigen domeinen meer had bezeten. Daarnaast maakte Eleonora ook aanspraken op het graafschap Toulouse. Al deze gebieden zouden evenwel niet tot het kroondomein worden gerekend. Wel zou een zoon uit dit huwelijk tegelijkertijd Frans troonopvolger én erfgenaam van deze gebieden zijn.
Er zijn indirecte aanwijzingen voor het grote belang dat het Franse hof hechtte aan de huwelijkssluiting tussen de troonopvolger en de Aquitaanse erfdochter. Eleonora bevond zich na de dood van haar vader meer dan waarschijnlijk onder de hoede van de aartsbisschop van Bordeaux, wiens bescherming garandeerde dat ze niet door een Aquitaans vazal werd ontvoerd en tot een huwelijk gedwongen. Aan het aartsbisdom Bordeaux werd nog in juni 1137 het privilege toegekend om zijn prelaten in een canonieke verkiezing zelf aan te duiden én geen leenhulde of eed van trouw tegenover de Franse troon meer te moeten afleggen. Tegelijkertijd werden alle reeds bestaande grondbezittingen en privileges van het aartsbisdom bevestigd. Daniela Laube heeft de theorie geopperd dat de aartsbisschop van Bordeaux deze privileges ontving als tegenprestatie voor zijn bescherming van de hertogsdochter.

## Huwelijk met Lodewijk VII

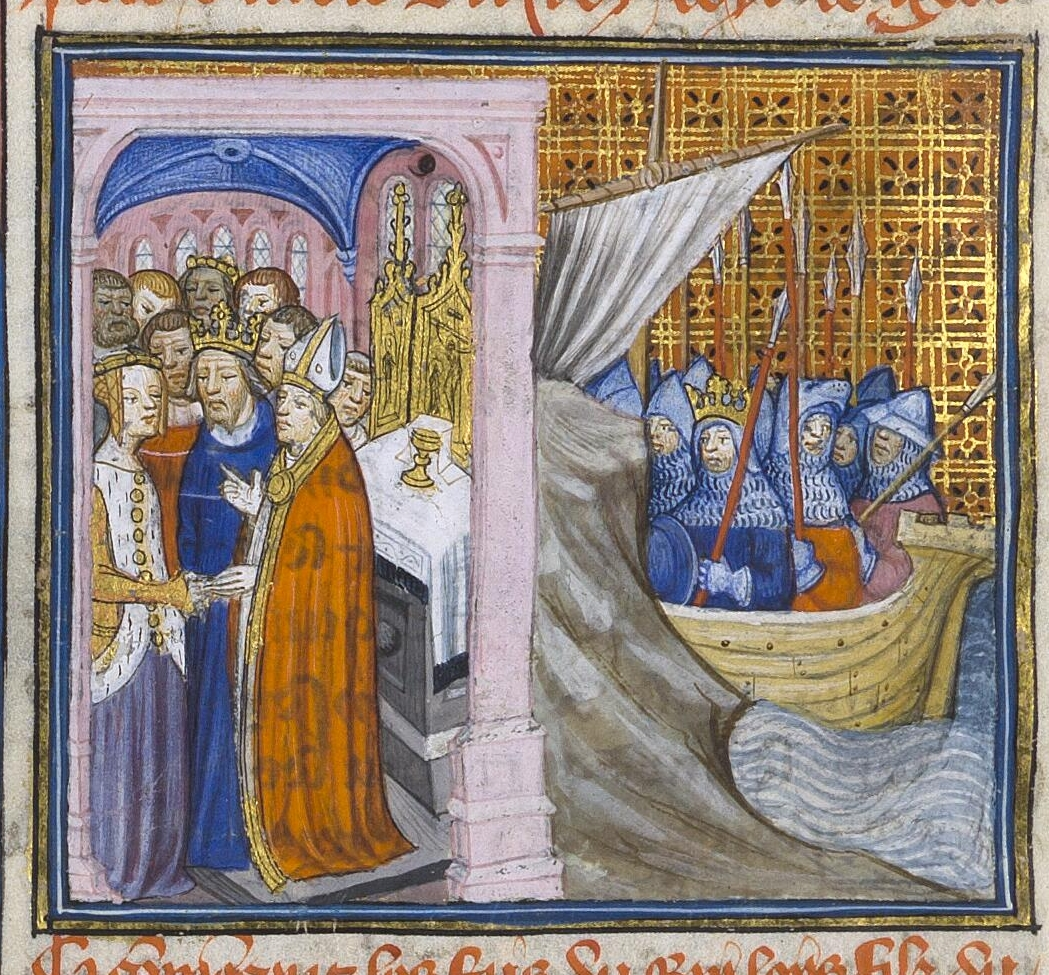
Linkse scène: huwelijk tussen Eleonora en Lodewijk VII van Frankrijk, rechtse scène: Lodewijk VII trekt op kruistocht (miniatuur uit een 14e-eeuwse manuscript).

Eleonora's voorbestemde echtgenoot, Lodewijk, was de tweede zoon van de Franse koning. Hij was oorspronkelijk voorbestemd voor een kerkelijke carrière en werd daarom aan de abdij van Saint-Denis opgevoed. Het was pas nadat zijn oudere broer Filips in oktober 1131 bij een val van zijn paard om het leven was gekomen, dat zijn vader hem uit het klooster liet terughalen naar het Franse hof. Hoewel hij sedertdien in alle ridderlijke kunsten werd onderwezen en door zijn vader in regeringszaken betrokken, werd de 17-jarige Lodewijk gekenmerkt door een diepe gelovigheid en terughoudende bescheidenheid.
Eleonora en Lodewijk traden op 25 juli 1137 in de kathedraal van Bordeaux in het huwelijk en namen onmiddellijk na de trouw als hertog en hertogin van Aquitanië de leenhulde en eed van trouw in ontvangst van hun Aquitaanse vazallen. Kort daarop bereikte hen het bericht dat Lodewijk VI was overleden. Op 8 augustus 1137 werd Lodewijk VII gekroond, waarmee hij heerser werd over het Franse koninkrijk en Eleonora koningin, zij heerste over het graafschap Poitou en hertogdom Aquitanië, waar Lodewijk VI als haar echtgenoot meeregeerde de iure uxoris.

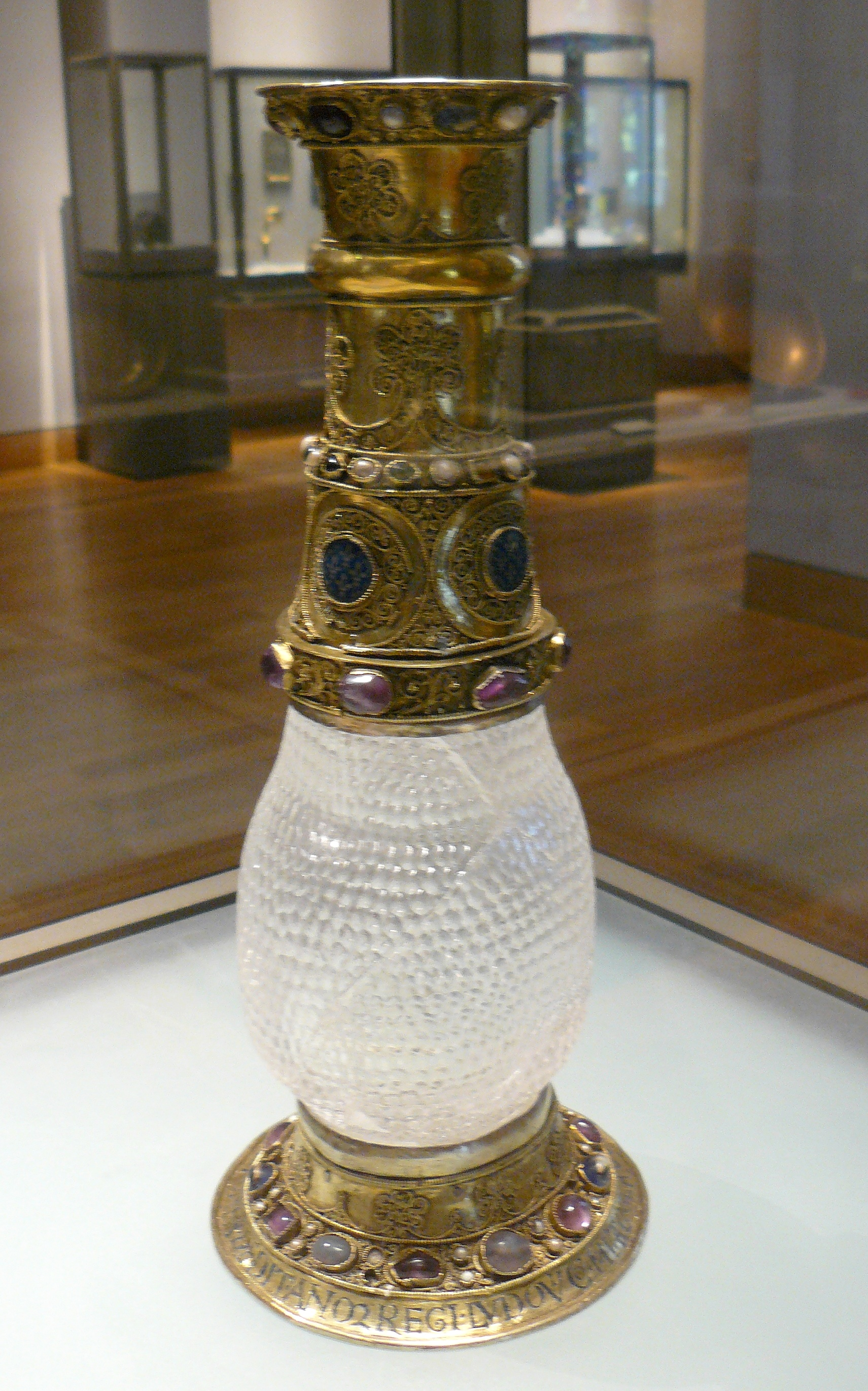
Vaas van Eleonora in het Louvre (inventarisnummer MR 340).

Eleonora bracht niet alleen haar erflanden met zich mee als bruidsschatten, maar zou ook een kristallen vaas, gemaakt uit kwarts, hebben meegebracht die haar grootvader Willem IX zou hebben verworven van een zekere Mitadolus (waarschijnlijk de heerser van de Taifa Zaragoza, Abd al-Malik Imad ad-Dawla). Een door abt Suger van Saint-Denis in het Latijn opgestelde inscriptie op de edelmetalen omvatting luidt in vertaling als volgt:

Als bruid gaf Eleonora deze vaas aan koning Lodewijk, Mitadolus aan haar grootvader, de koning aan mij, en Suger aan de Heiligen.

De vaas werd – zoals uit de inscriptie kan worden afgeleid – door koning Lodewijk VII aan Suger geschonken, die hem op zijn beurt aan de abdij van Saint-Denis schonk. De vaas vormt een van de topstukken van het museum het Louvre in Parijs.

### Aan het Franse koninklijke hof
Het Palais de la Cité, de residentie van de Capetingische koningen in Parijs, was vergeleken met de residenties waarin Eleonora was opgegroeid maar eenvoudig. Blijkbaar was Eleonora ontevreden over haar onderkomen, want reeds in de winter van 1137 gaf Lodewijk de opdracht de vertrekken van de koningin te "moderniseren" en vergroten. Er zijn ook bronnen die erop wijzen dat Eleonora poogde het leven aan het Franse hof om te vormen overeenkomstig de hoofse cultuur die ze gewoon was. Ze voerde het gebruik van tafelkleden en servetten in, zoals gebruikelijk was in het zuiden, en de pages werden opgedragen hun handen te wassen alvorens ze de maaltijden serveerden. Ze liet de cantor van de koninklijke kapel Saint Nicholas ontslaan en verving hem door iemand die beter in staat was om het koor van de kapel te onderrichten. Zijzelf en haar gevolg stootten vaak op weerstand; de oudgediende Capetingische hovelingen zagen de clique rond de jonge koningin wellicht als een bedreiging voor hun invloed. Een gedetailleerde beschrijving van de elegante kleding van haar en haar hofdames is ons bij wijze van voorbeeld overgeleverd, terwijl Bernardus van Clairvaux deze scherp veroordeelde als overdreven luxe. Haar publieke rol bleef tijdens de eerste tien jaar van haar huwelijk beperkt tot een ceremoniële rol. Slechts enkele decreten van Lodewijk dragen ook haar naam. Haar beperkte politieke invloed onderscheidt zich van die van haar schoonmoeder en andere Franse koninginnen vóór haar en is met grote zekerheid terug te voeren op Lodewijks raadsmannen, die Eleonora's invloed zullen hebben getracht in te perken.
Lodewijk leidde ook tijdens zijn huwelijk een leven dat sterk door zijn jeugd als monnik was gevormd. Meestal terughoudend en bescheiden gekleed, wijdde hij het grootste deel van zijn dag aan gebed, assisteerde bij de mis en nam vrijdags slechts water en brood tot zich. Op politiek vlak zette hij het werk van zijn vader voort. Hij trachtte het kroondomein te consolideren en uit te breiden en wilde de invloed van zijn vazallen onder controle te houden. Hij probeerde daarenboven het bestuur van het Franse koninkrijk efficiënter in te richten. Aan zijn persoonlijke integriteit twijfelden maar weinigen en hij verwierf zich in de loop van zijn leven de reputatie het ridderlijke ideaal te benaderen. De belangrijkste raadsman in zijn vroegere regeringsperiode was de ascetisch levende abt Suger, die reeds zijn vader had gediend en onder invloed van Bernardus van Clairvaux alle luxe van het hof had afgezworen.
Passages over het jaar 1149 bij contemporaine kroniekschrijvers, zoals bij Johannes van Salisbury, getuigen van een diepe genegenheid van Lodewijk voor zijn vrouw. Het is echter vrij zeker dat Lodewijk en Eleonora slechts zelden het huwelijksbed met elkander deelden. De kerkelijke leer verbood geslachtsgemeenschap op zon- en talrijke feestdagen zoals tijdens de Vastenperiode en vermoedelijk hield de diepgelovige Lodewijk zich strikt aan deze voorschriften. Eleonora had in het eerste of tweede jaar van haar huwelijk een miskraam en een verdere zwangerschap bleef daarna lang uit. Pas in de loop van 1145 bracht Eleonora voor het eerst een levensvatbaar kind ter wereld. Het was echter niet de verhoopte zoon. Het meisje werd onder de naam Maria gedoopt.

### Mislukte plannen

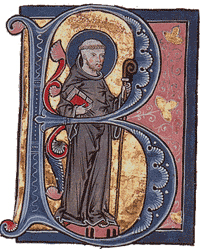
Bernardus van Clairvaux (voorstelling uit een 13e-eeuws manuscript van de Legenda Aurea (ca. 1267-1276), Keble MS 49, fol 162r).

In 1141 ondernam Lodewijk een eerste veldtocht om het graafschap Toulouse te heroveren, dat reeds twintig jaar door Alfons Jordaan van Toulouse werd geregeerd en waarop Eleonora aanspraak maakte. Lodewijk bleek tijdens deze veldtocht geen bekwaam veldheer te zijn. De gewaarschuwde Alfons Jordaan liet Toulouse in afwachting van het Franse leger versterken en aangezien Lodewijk geen toereikende belegeringswapens had meegebracht, moest de Franse koning zijn veldtocht afbreken zonder resultaat. Lodewijk bleek ook politiek onhandig te zijn bij de benoeming van de aartsbisschop Bourges. De door paus Innocentius II benoemde Pierre de La Châtre weigerde Lodewijk de intocht in Bourges en toen de paus aan de konings ministers vroeg om hun heer ervan te weerhouden zich verder zo dwaas als een schooljongen te gedragen, legde Lodewijk een eed af dat de aangeduide aartsbisschop Bourges niet zou betreden zolang hij leefde. Paus Innocentius II excommuniceerde daarop Lodewijk. Deze excommunicatie was voor zowel de diepgelovige Lodewijk als de burgers van zijn residentiesteden een zware straf. In geen enkele stad of burcht waarin hij resideerde, mochten klokken worden geluid, kerkdiensten of kerkelijke begrafenissen of dopen plaatsvinden of huwelijken worden gesloten. Welk aandeel Eleonora in deze affaire had, is niet duidelijk. Afdoend is het feit dat paus Innocentius II vermoedde dat Eleonora Lodewijk tot deze houding zou hebben gedreven.
In het huishouden van Eleonora leefde ook haar jongere zus Petronilla. De 16-jarige Petronilla begon in de zomer van 1141 een affaire met de 35 jaar oudere Raoul de Vermandois, die met familie van Theobald IV van Blois was getrouwd. In de winter van 1141/1142 vond Lodewijk drie bisschoppen die bereid waren om Raoul de Vermandois' huwelijk op te heffen en hem met Petronilla te laten trouwen. Theobald van Blois nam niet alleen zijn verwante en haar kinderen in zijn huishouden op, maar tekende bij paus Innocentius II ook protest aan tegen Lodewijks inmenging in een aangelegenheid waarover alleen de Kerk een uitspraak kon doen. Theobald vond steun bij Bernardus van Clairvaux, die zich tegenover paus Innocentius II gechoqueerd toonde over het tegen het huis Blois-Champagne gepleegde misdrijf en wees op het sacrament van het huwelijk.
Tijdens een op vraag van paus Innocentius II in juni 1142 georganiseerd concilie excommuniceerde de pauselijke legaat, kardinaal Yves, een van de drie bisschoppen die het huwelijk hadden ontbonden, onthief hij de twee andere uit hun ambt en beval hij Raoul de Vermandois naar zijn echtgenote terug te keren. Toen Raoul dit weigerde, werden hij en Petronilla geëxcommuniceerd en werd hun grondgebied onder interdict geplaatst. Lodewijk weigerde de beslissing van de pauselijke legaat te erkennen. Hij interpreteerde ze als een aanval op zijn koninklijke autoriteit en begon een veldtocht tegen Theobald, die hij verantwoordelijk hield voor de hele affaire.

### Krijgstocht in Champagne
De vete tussen Lodewijk en Theobald duurde tot 1144. Ze werd bijgelegd door de bemiddeling van abt Suger en Bernardus van Clairvaux. Champagne werd tijdens deze oorlog grotendeels verwoest. Bepalend voor Lodewijks verdere beslissingen was de catastrofe van Vitry-le-François: soldaten van Lodewijk vielen de stad binnen, plunderden ze en zetten huizen in brand. Een deel van de bevolking – volgens de kronieken tussen de 1000 en 1500 mensen – zocht in de kathedraal bescherming tegen de marodeurs. De stadsbrand sloeg echter over op het dak van de kathedraal, die instortte en de vluchtelingen begroef. Lodewijk, die vanaf een heuvel getuige zou zijn geweest van deze catastrofe, had weliswaar niet de plundering van de stad bevolen, maar voelde zich verantwoordelijk voor de dood van deze mensen.
Tot de uitgesproken critici van de krijgstocht in Champagne behoorde Bernardus van Clairvaux, die in talrijke brieven de Franse koning ervoor waarschuwde dat hij hierdoor zijn zielenheil op het spel zette en de toorn Gods over zich zou afroepen. Bernardus waarschuwde Lodewijk ook voor misleidende adviseurs en ging zelfs zover deze als vijanden van de Franse kroon te bestempelen. Omdat zowel abt Suger alsook andere raadsmannen Lodewijk hadden aangeraden niet aan een krijgstocht in Champagne te beginnen, lijkt het erop dat Bernardus' harde bewoordingen op Eleonora, Eleonora's zus Petronilla en Raoul de Vermandois betrekking hadden. Bij een directe confrontatie viel Bernardus Lodewijk verbaal zo heftig aan dat Lodewijk door zulke grote schuldgevoelens werd overweldigd dat zijn artsen voor zijn leven vreesden. De opvolger van paus Innocentius II, paus Celestinus II, hief weliswaar de excommunicatie van Lodewijk op, maar de catastrofe van Vitry en de confrontatie met Bernardus bleven Lodewijk achtervolgen. Hij nam opnieuw de tonsuur (de kruinschering van monniken) aan, begon eenvoudige kleding in monniksgrauwe kleuren te dragen, vastte drie dagen in de week en bracht meerdere uren per dag in gebed door om God om vergiffenis te bidden.
Het onbedachte politieke optreden van Lodewijk tijdens de eerste jaren van zijn huwelijk staat in schril contrast met zijn latere wijze en rustige uitoefening van de macht. In de literatuur wordt zijn gedrag vaak aan de invloed van Eleonora toegeschreven, hoewel hier geen echt bewijs voor is. Een dergelijke invloed van Eleonora werd ook door de Vita prima van Bernardus van Clairvaux verondersteld. Daarin zinspeelde hij erop dat Eleonora in de weg stond van Bernardus' streven naar vrede en dat vrede pas mogelijk was nadat ze was bijgedraaid.
De geschillen over het huwelijk van Eleonora's jongere zus Petronilla en de daaropvolgende veldtocht in Champagne leidden er voor het eerst toe dat de rechtmatigheid van het huwelijk van Eleonora en Lodewijk ter sprake werd gebracht. De bisschop van Laon was de eerste om op de nauwe verwantschapsgraad tussen beiden echtelieden te wijzen. Bernardus zou in zijn confrontaties met Lodewijk tweemaal de kwestie oprakelen waarom Lodewijk wegens te nauwe bloedverwantschap de ontbinding van het eerste huwelijk van zijn seneschalk nastreefde, terwijl hijzelf niet minder nauw verwant was met zijn eigen echtgenote Eleonora.

### Kruistocht

#### Oproep

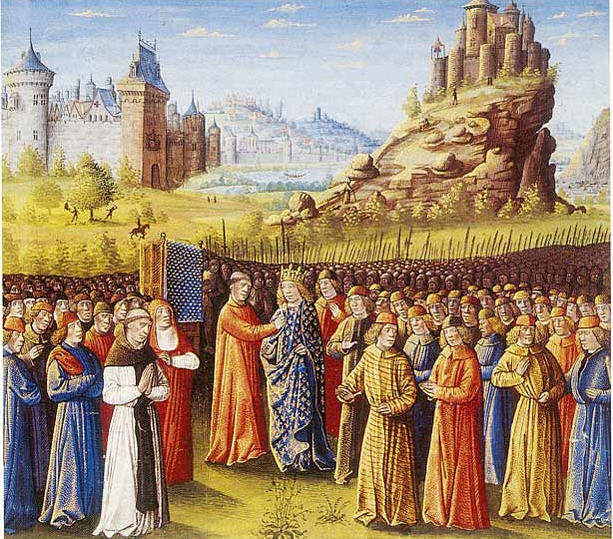
Lodewijk VII neemt in aanwezigheid van Bernardus van Clairvaux het kruis in Vézelay op (handschriftverluchting van Jean Colombe, 15e eeuw).

In 1144 veroverde emir Imad ad-Din Zengi het graafschap Edessa, een van de vier oorspronkelijke kruisvaardersstaten. Het bericht over deze herovering zorgde in christelijk Europa voor bezorgdheid, omdat het duidelijk maakte hoezeer de tijdens de Eerste Kruistocht veroverde gebieden werden bedreigd. Op 1 december 1145 vaardigde paus Eugenius III een bul uit waarin hij koning Lodewijk en alle christenen van Frankrijk opriep hun geloofsgenoten in het Heilige Land ter hulp te komen. Een gelijkaardige bul werd gericht aan de Rooms-Duitse koning Koenraad III.
Lodewijk ging graag in op deze oproep tot kruisvaart, niet in het minste omdat hij het beschouwde als een kans om boete te doen voor de catastrofe van Vitry en zijn gehavende reputatie op te poetsen. Op Kerstmis 1145 verkondigde hij tijdens een bijeenkomst van het hof dat hij het plan had opgevat Edessa op de moslims te heroveren. Tot de groep, die tegen een dergelijke kruistocht was gekant, behoorde onder andere abt Suger, die Lodewijk vermaande dat hij God beter zou dienen als hij in Frankrijk bleef. Wat bijdroeg tot diens bezorgdheid was het feit dat Eleonora had verklaard dat zij haar man in zijn tocht naar het Heilige Land wenste te volgen. Ralph Turner benadrukt echter dat Suger goede politieke redenen had om Eleonora niet alleen in Frankrijk te willen achterlaten: als koningin had ze al een sterke machtspositie en indien ze het ambt van regentes op zich zou nemen, kon ze de plaatsvervangende bevoegdheden van Suger in vraag stellen. Eleonora's deelname stond er bovendien voor garant dat edelen uit haar gebieden mee op kruistocht trokken en de kerken en de stadsbevolking hun toegezegde genereuze financiële steun aan de kruistocht zouden nakomen.
Op paaszondag, 31 maart 1146, predikte Bernardus van Clairvaux in het open veld en riep hij de verzamelde menigte op om zich bij de kruistocht aan te sluiten. Lodewijk en Eleonora waren hierbij de eersten die het kruis opnamen. In contemporaine bronnen zijn geen aanwijzingen te vinden dat Eleonora werd bekritiseerd omwille van haar beslissing om zich bij de kruistocht aan te sluiten. Slechts vijftig jaar later insinueerden kroniekschrijvers als Willem van Newburgh dat vrouwen die op kruistocht trokken dit om andere dan spirituele redenen deden. Gervasius van Canterbury beweerde dat Eleonora en haar dames zich na de preek van Bernardus van Clairvaux in witte, met rode kruisen versierde tunieken hadden gekleed en op witte paarden met getrokken zwaarden en wapperende baniers door de verzamelde menigte galoppeerden. Ze zouden naar degenen die nog steeds terughoudend waren om hen na te volgen, spillen van een spinnewiel hebben toegeworpen als teken van hun lafheid. De meeste historici verwerpen dit verhaal als legendarisch omdat het niet wordt bevestigd door contemporaine bronnen. Toch hielden tijdgenoten die haar later leerden kennen het voor geloofwaardig. Historica Alison Weir wijst erop dat het aansluit bij Eleonora's karakter zoals het ons in de kronieken is overgeleverd.

#### Mislukking
Midden juni 1147 brak het kruisvaardersleger op in Metz. Eleonora en Lodewijk reisden apart. 's Nachts deelden de hofkapelaan Odo van Deuil en de hofambtenaar Thierry Galan een tent met de koning, terwijl Eleonora in het gezelschap van haar hofdames en vazallen reisde. De heenreis verliep op grootse wijze met bezoeken aan koning Géza II van Hongarije en de Byzantijnse keizer Manuel I Komnenos.
Latere kroniekschrijvers hebben Eleonora en haar edelvrouwen ervan beschuldigd zich in deze fase van de kruistocht te hebben gedragen als ware het een plezierreisje. In eigentijdse bronnen wordt het gedrag van Eleonora nauwelijks vermeld. Ook voor de legende van een cohorte bereden en bewapende "Amazones" die Eleonora zou hebben begeleid is historisch niet aantoonbaar. De vermelding van dergelijke "Amazones" in het gevolg van Eleonora komt voor het eerst voor in een Griekse kroniek die de intocht van de kruisvaarders in Constantinopel beschrijft. Die kroniek werd minstens een generatie na het gebeuren neergeschreven, door auteurs uit de 19e eeuw overgenomen en door veel gelezen boeken verder verspreid. Het staat evenwel vast dat het grote aantal vrouwen en de bijbehorende legertros de slagkracht van het kruisvaardersleger verminderde.
Aanvallen op de bevolking in de gebieden waar de kruisvaarders doortrokken, bewezen al in de eerste week van deze kruistocht dat Lodewijk amper in staat was om zijn bevelen onder de kruisvaarders te doen opvolgen. Niet-opgevolgde bevelen leidden er uiteindelijk toe dat de kruisvaarders in Klein-Azië bij het oversteken van de berg Cadmus (huidige Honaz Dağı) door een Turks leger werden aangevallen en aanzienlijk verzwakt (Slag bij de Cadmus). Bronnen voor de gebeurtenissen bij de berg Cadmus zijn de verslagen van Odo van Deuil en Willem van Tyrus. Het meest gedetailleerde verslag is afkomstig van Odo van Deuil, die als bevelhebbers van de bewapende voorhoede de Aquitaanse edelman Godfried I van Rancon en de graaf van Maurienne, een oom van Lodewijk, vermeldt. Tegen het bevel van de koning in begon de voorhoede de Cadmus over te steken nog voor de hoofdmacht van het kruisvaardersleger de voet van de berg had bereikt. Vijandige strijdkrachten waren nog niet waargenomen. Willem van Tyrus vermeldt slechts Godfried van Rancon als verantwoordelijke. Eleonora wordt in geen van beide kronieken vermeld in verband met de gebeurtenis. Later geschreven verslagen over de kruistocht beweren – tegen de belangrijkste bronnen in – dat Eleonora meereisde met de voorhoede en dat zij Godfried van Rancon ertoe bracht de konings bevelen naast zich neer te leggen. Lodewijk wist zelf aan de dood te ontsnappen doordat hij als gewone ridder reisde en daardoor niet als koning van Frankrijk werd herkend.

#### Oponthoud in Antiochië en strategische meningsverschillen
In maart 1148 kwam Lodewijk met een tiende van het oorspronkelijke kruisvaardersleger aan in Antiochië. Raymond van Poitiers, een jongere broer van hertog Willem X van Aquitanië en oom van Eleonora, ontving hem er hartelijk. Raymond, die slechts zeven jaar ouder was dan Eleonora, was in 1136 getrouwd met de erfdochter van het vorstendom Antiochië, Constance van Antiochië, en stond sindsdien aan het hoofd van het vorstendom.
Raymond hoopte op Lodewijks ondersteuning te kunnen rekenen bij zijn veldtochten tegen Aleppo en Hama, terwijl Lodewijk van plan was om zo spoedig mogelijk naar Jeruzalem op te breken. Eleonora lijkt in deze aangelegenheid voor Raymond en zijn militaire plannen partij te hebben gekozen, wat tot toenemende meningsverschillen tussen de twee huwelijkspartners leidde. Toen Lodewijk het vertrek voorbereidde, drukte Eleonora de wens uit om in Antiochië achter te blijven met haar Aquitaans vazallen. Het verslag van Johannes van Salisbury geldt als een betrouwbare, contemporaine bron voor de gebeurtenissen in Antiochië in 1148. Hij omschrijft het voorval in detail:

Anno vero gratie 1149 venerat christianissimus rex Francorum fractis in Oriente viribus Antiochiam, ibique a principe Reimundo fratre Guillermi, bone memorie comitis Pictavensis, honorifice receptus est. Erat enim regine patruus, et regi fidem, amorem et reverentiam debebat ex multis causis. Sed dum ibi morarentur ad naufragi exercitus reliquias consolandas, fovendas et reparandas, familiaritas principis ad reginam et assidua fere sine intermissione colloquia regi suspitionem dederunt. Que quidem ex eo magis invaluit, quod regina ibi voluit remanere rege preparante recessum, eamque princeps studuit retinere, si pace regis fieri potuisset. Cum vero rex eam inde properaret avellere, ipsa parentele mencionem faciens, dixit illicitum esse ut diutius commanerent, quia inter eos cognatio in quarto gradu vertebatur et quinto.
In het jaar des Heren 1149 was de meest christelijke koning van de Franken met gebroken manschappen in het oosten naar Antiochië gekomen, en werd daar door prins Raymond, broer van Willem, de overleden graaf van Poitiers, met alle eer ontvangen. Hij was immers een oom van de koningin, en was de koning wegens meerdere redenen trouw, liefde en eerbied verschuldigd. Maar terwijl ze zich daar zouden ophouden voor de overlevenden van het verslagen leger die moesten worden getroost, geheeld en hersteld, hebben de familiariteit van de prins tegenover de koningin en de haast aanhoudende, zonder onderbreking gevoerde onderonsjes de argwaan van de koning gewekt. En dit werd door dit (feit) zelfs zeer versterkt, dat de koningin daar wenste achter te blijven terwijl de koning de terugtocht voorbereidde, en de prins zich inspande om haar te doen blijven, als hij in staat zou zijn geweest om de toestemming van de koning te krijgen. Toen echter de koning zich zou hebben gehaast om haar weg te rukken, heeft zijzelf melding makend van hun verwantschap gezegd dat het niet toegestaan is dat ze langdurig zouden samenwonen, omdat tussen hen een bloedverwantschap in de vierde en vijfde (graad is).
— Johannes van Salisbury, Historia Pontificalis 23.

Willem van Tyrus vermeldt in zijn Historia een mogelijk overspel van Eleonora met Raymond. De kroniekschrijver schreef zijn Historia echter vier decennia na de gebeurtenissen, toen de hertogin een slechte reputatie bezat. Volgens Daniela Laube zou het eerder geschreven werk van Johannes van Salisbury over deze kwestie minder neutraal zijn geweest in woordkeuze indien overspel van de kant van Eleonora zou zijn bewezen geweest. Ralph Turner wijst er daarentegen op dat voor eigentijdse clerici als Johannes van Salisbury Eleonora's vergrijp was dat zij weigerde zich te schikken in de dienende rol van een echtgenote. Haar volharding en gebrek aan discretie hierbij waren reeds een vorm van ontrouw omdat ze hierdoor de koninklijke waardigheid van haar echtgenoot compromitteerde. Turner wijst er ook op dat de beschuldiging dat de koningin zich tegen de autoriteit van haar man had verzet en daarmee het christelijke gebod van de onderwerping van de vrouw veronachtzaamd, al gauw veranderde in een verdenking van overspel te hebben gepleegd met haar oom. Zelfs contemporaine troubadourgedichten zouden verwijzingen bevatten naar dit vermeende overspel.
Lodewijk verliet Antiochië in het holst van de nacht en zonder zijn gastheer iets te zeggen. Hij dwong Eleonora om met hem mee naar Jeruzalem te reizen. Terwijl Eleonora vermoedelijk in Jeruzalem achterbleef, hield haar echtgenoot in Akko een vergadering met de andere christelijke vorsten. Daarop werd besloten om de stad Damascus te veroveren. De christelijke ridders van Jeruzalem waren tegenstanders van dit plan, omdat ze altijd in vrede met Damascus hadden geleefd en er andere islamitische staten waren die wél een bedreiging vormden. Eleonora koos hun kant en verzette zich tegen het plan om Damascus aan te vallen, waarop ze opnieuw door Lodewijk werd gevangengezet. Lodewijk nam deel aan de expeditie naar Damascus, die volledig mislukte. Hij besloot om terug te keren naar Frankrijk.
Lodewijk en Eleonora reisden op 3 april 1149 te Akko op twee Siciliaanse schepen af richting Calabrië, Lodewijk en zijn heren op het ene schip en Eleonora en haar dames op het andere. De Siciliaanse schepen werden onderweg aangevallen door een Byzantijnse vloot (daar Byzantium in oorlog was met Sicilië) en daarna door een storm uiteengeslagen, waardoor de echtelieden elkaar kwijtraakten. Lodewijk en Eleonora waren al voor dood opgegeven toen ze los van elkaar in Zuid-Italië aankwamen.
Op de terugreis naar Frankrijk (april 1149) slaagde paus Eugenius III er aanvankelijk in om de twee echtelieden weer met elkaar te verzoenen. Er werd verteld dat Lodewijk en Eleonora op de terugweg uit Sicilië op 9 of 10 oktober 1149 in Tusculum de paus bezochten en toestemming vroegen om te mogen scheiden. Eugenius III verbood de scheiding en bevestigde mondeling en schriftelijk het koninklijke huwelijk en verbood hen ooit nog eens hun bloedverwantschap ter sprake te brengen. (De mate van bloedverwantschap tussen Eleonora en Lodewijk was al tijdens hun leven omstreden.) De verzoeningspoging was aanvankelijk succesvol: Eleonora bracht in 1150, ongeveer een jaar na de terugkeer uit Jeruzalem en vijf jaar na de geboorte van Maria, een tweede dochter, Adelheid, ter wereld. Er werd verteld dat de paus het echtpaar, toen het avond werd, de beschikking over één kamer met één bed gaf, en dat zo de tweede dochter van Lodewijk en Eleonora zou zijn verwekt.

## Scheiding van Lodewijk VII en huwelijk met Hendrik Plantagenet
| ■ Hendriks gebieden                                | ■ Franse kroondomein   |
| ■ Eleonora's gebieden                              | ■ Graafschap Toulouse* |
| * Eleonora maakte ook aanspraak op dit graafschap. |                        |

Frankrijk in de tweede helft van de 12e eeuw.

Op 13 januari 1151 stierf abt Suger van Saint-Denis, die Lodewijk in belangrijke mate had aangemoedigd om aan zijn huwelijk met Eleonora vast te houden. Vijftien maanden later, op 21 maart 1152, werd het huwelijk tussen Eleonora en Lodewijk op het concilie van Beaugency in aanwezigheid van meerdere aartsbisschoppen nietig verklaard. Meerdere getuigen hadden tevoren de enge bloedverwantschap tussen beide echtelieden bevestigd, die drie jaar tevoren door paus Eugenius III was afgewezen. Aangezien er geen protest vanwege de curie in Rome is overgeleverd, is het mogelijk dat Bernardus van Clairvaux bij de paus had gelobbyd voor de nietigverklaring. Mogelijk was het feit dat er na vijftien jaar huwelijk nog geen troonopvolger was geboren doorslaggevend. Daarop wijst ook het feit dat Lodewijks twee volgende echtgenotes, Constance van Castilië (die hem evenmin een zoon baarde) en Adelheid van Champagne, nauwer met hem verwant waren dan Eleonora.
Lodewijk werd voogd van hun dochters Maria en Adelheid. Eleonora kreeg de gebieden terug die zij in het huwelijk had ingebracht. Door de nietigverklaring was het voor zowel Eleonora als Lodewijk mogelijk om opnieuw te trouwen. Als vazalle van Lodewijk moest Eleonora in theorie toestemming krijgen van Lodewijk om een nieuw huwelijk te mogen aangaan. De poging door zowel Theobald V van Blois alsook door Godfried van Anjou om Eleonora op haar reis naar Poitiers gevangen te nemen en haar met geweld te dwingen te huwen, maakt echter duidelijk dat meerdere hoge edelen bereid waren een oorlog met Lodewijk te riskeren om Eleonora's erfenis voor zich te verwerven. Eleonora trouwde met geen van beiden, maar trad op 18 mei 1152 in de Sint-Pieterskathedraal van Poitiers – zonder toestemming van haar ex-man en leenheer – in het huwelijk met de elf jaar jongere Hendrik Plantagenet, graaf van Anjou en hertog van Normandië.
De bronnen geven maar weinig aanwijzingen over hoe het tot een verbintenis kwam tussen Eleonora en Hendrik. Alison Weir en Ralph Turner zijn ervan overtuigd dat de voor een snel huwelijk afdoende contacten en afspraken reeds in augustus 1151 plaatsvonden, toen Eleonora nog met Lodewijk was getrouwd en Hendrik voor onderhandelingen met Lodewijk in Parijs verbleef. Zowel voor Eleonora als voor Hendrik was deze verbintenis zinvol: Eleonora was na de ontbinding van het huwelijk niet enkel door geweldzame huwelijksverzoeken bedreigd, maar had ook behoefte aan een weerbare partner om haar aanspraken in haar gebieden te doen gelden. Hendrik was ook een van de weinige potentiële echtgenoten van gelijkwaardige stand die in aanmerking kwamen voor een huwelijk. Een huwelijk met Eleonora zou Hendriks middelen aanzienlijk vermeerderen, waarmee hij zijn aanspraken op de Engelse troon kon afdwingen. Met Eleonora's gebieden erbij zou Hendriks domein op het Europese continent meer dan verdubbelen: met de Aquitaanse landen uitgebreid, strekte het gebied zich uit van Het Kanaal tot aan de Pyreneeën. Het omvatte hiermee de helft van het grondgebied van het huidige Frankrijk en was tienmaal zo groot als het toenmalige Franse kroondomein. Tegen een huwelijk met haar pleitte de mogelijke militaire reactie van Lodewijk. Daardoor zou Hendrik een deel van zijn strijdkrachten op het Europese vasteland moeten achterlaten, terwijl hij die nodig had om zijn aanspraken op de Engelse troon te doen gelden. Hendrik had bovendien nog geen erfgenamen verwekt en de intussen reeds dertigjarige Eleonora had tot dan toe slechts twee meisjes ter wereld gebracht.

## Huwelijk met Hendrik II

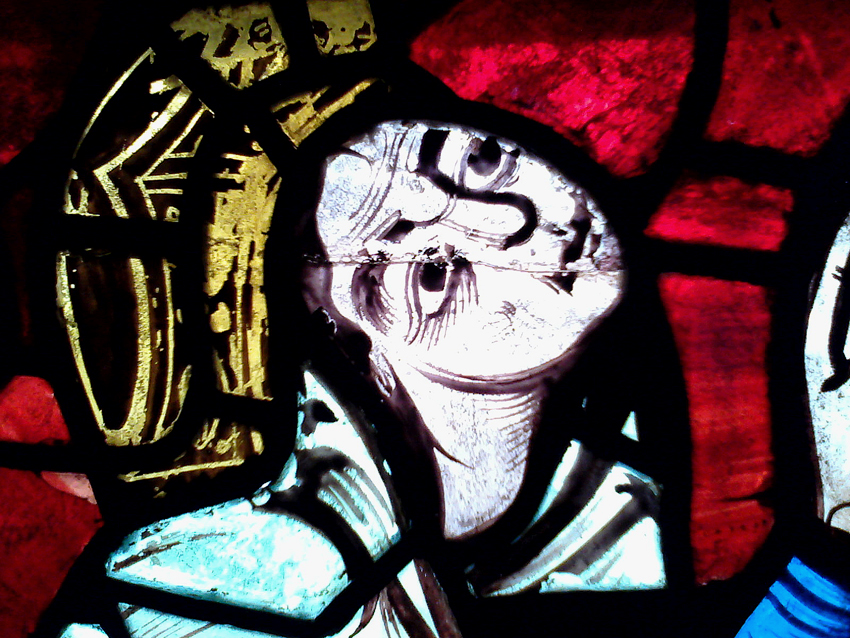
Detail van een glas-in-loodraam van de Sint-Pieterskathedraal van Poitiers (uit de 12e eeuw en vermoedelijk de enige contemporaine afbeelding van Eleonora).

### 1152–1166
Lodewijk weigerde aanvankelijk Hendriks aanspraken op Aquitanië te erkennen. Er waren in het feodale recht, dat Hendrik door zijn huwelijk met Eleonora ondubbelzinnig met de voeten had getreden, echter geen formele bepalingen waardoor hij hem zijn territoriale bezittingen had kunnen afnemen. Toch waren er een aantal militaire en diplomatieke uitwisselingen nodig vooraleer de inmiddels eveneens hertrouwde Lodewijk in augustus 1154 officieel afstand deed van de titel van hertog van Aquitanië. Het jaar voordien, op 17 augustus 1153, werd Willem geboren als eerste zoon uit het huwelijk van Eleonora met Hendrik. Ook in 1153 erkende de Engelse koning Stefanus Hendrik in het Verdrag van Wallingford als zijn rechtmatige troonopvolger.

#### Koningin van Engeland
In oktober 1154 stierf Stefanus van Engeland en op 19 december 1154 werden Hendrik en Eleonora door aartsbisschop Theobald van Canterbury in Westminster gekroond. De steun die Hendrik van de Engelse baronnen ontving was niet in de laatste plaats gebaseerd op hun verwachting dat ze hun door de jaren heen verworven vrijheden en voorrechten zouden weten te behouden onder de jonge koning Hendrik – van wie ze meenden dat hij slechts in naam koning zou zijn. Hendrik wist zijn gezag in Engeland echter af te dwingen tegen het einde van 1155. Uit de Pipe Rolls blijkt dat Eleonora in de eerste jaren van het huwelijk een grote vertrouwenspositie bekleedde. Ze kon bijvoorbeeld zelfstandig met betalingen uit de staatskas instemmen en in afwezigheid van haar echtgenoot oefende ze jarenlang in Engeland, waar ze het grootste deel van haar tijd woonde, het regentschap uit. Haar bepalingen (zogenaamde "writs"), die ze in nauwe samenwerking met Hendriks koninklijke ambtenaren uitvaardigde, hadden dezelfde rechtskracht als de bevelen van de koning zelf. Ralph Turner heeft in het bijzonder benadrukt dat Hendrik blijkbaar genoeg vertrouwen in Eleonora had om haar tijdens de cruciale beginjaren van zijn regering in Engeland, toen zijn heerschappij over het koninkrijk nog niet was bestendigd, daar alleen achter te laten. Hij droeg ook kort na zijn troonsbestijging een aantal van de traditionele weduwengoederen van Anglo-Normandische koninginnen aan haar over. Zo behoorden zesentwintig prebenden aan haar toe, verspreid over dertien Engelse graafschappen. Dat leverde haar zoveel inkomsten op als Engeland rijkste graven en baronnen.

#### Huwelijksleven
Hendrik was het grootste deel van het jaar op reis door zijn gebieden. Hij zag Eleonora meestal slechts tijdens de hofdagen rond Kerstmis. Eleonora reisde in de regel hiervoor met enkele van hun kinderen af naar het Europese continent. We weten uit onze bronnen dat het paar elkaar zag tijdens de kerst van 1157 in Woodstock en Oxford, in 1158 in Cherbourg, in 1159 in Falaise, in 1161 in Le Mans, in 1162 in Bayeux en 1163 in Cherbourg.

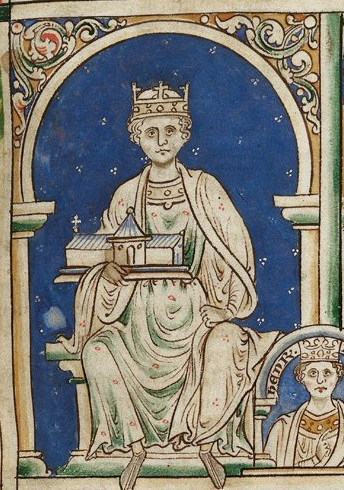
Hendrik II(I) (?) (voorstelling uit de 13e eeuw, British Library, MS Royal 14 C VII f.9).

De eerstgeboren zoon Willem stierf in 1156, tot 1158 kwamen er met Hendrik (28 februari 1155), Mathilde (6 januari 1156), Richard (8 september 1157 in Oxford) en Godfried (23 september 1158) echter vier kinderen ter wereld. In 1158 was Lodewijk daarentegen nog steeds zonder mannelijke nakomelingen. Tijdens een ontmoeting tussen Lodewijk en Hendrik tegen het eind van 1158 sloten de beide koningen een huwelijksverdrag dat in een huwelijk tussen de Engelse troonopvolger Hendrik de Jongere en de in 1158 geboren Margaretha van Frankrijk voorzag. Als Lodewijk geen mannelijke nakomelingen meer zou verwekken, konden de Plantagenets een legitieme aanspraak op de Franse troon doen gelden. De nog geen jaar oude Margaretha werd – zoals gebruikelijk was voor meisjes van adel – aan haar toekomstige schoonvader overgedragen voor haar opvoeding. Lodewijk stelde als enige voorwaarde dat zijn dochter niet in het huishouden van zijn ex-vrouw zou opgroeien, waarop Hendrik verklaarde haar aan zijn seneschalk te zullen toevertrouwen. Als Margaretha's bruidsschat waren de beide koningen de Normandische Vexin overeengekomen, een streek waarvan de burchten van groot belang waren voor de controle van de verkeerswegen tussen Parijs en Rouen. Gezien de leeftijd van de verloofde kinderen, had Lodewijk zeker niet verwacht dat deze bruidsschat alras zou worden opgeëist. Hendrik slaagde er echter in van paus Alexander III een dispensatie voor de trouw van beide kinderen te ontvangen, hoewel ze naar canoniek recht daarvoor nog veel te jong waren. In november 1160 werden de respectievelijk twee en vijf jaar oude kinderen met elkaar getrouwd.
De aanvankelijk goede relatie tussen beide monarchen leed verdere schade toen Hendrik in 1159 tevergeefs probeerde Eleonora's aanspraak op het graafschap Toulouse te doen gelden. Het verloop van de oostelijke grens van het hertogdom van Aquitanië was omstreden en op het graafschap Auvergne maakten niet alleen Hendrik en Eleonora, maar ook de graaf van Toulouse en de Capetingers aanspraak. Tot 1166 waren er echter geen grote militaire conflicten tussen Lodewijk en Hendrik. Met het oog op de verpletterende overmacht van zijn vazal concentreerde Lodewijk zich op de uitbouw van het kroondomein en een politiek van bondgenootschappen, waarvan zijn in 1165 geboren zoon Filips II Augustus later wezenlijk zou profiteren.
In 1165 en 1166 brachten Eleonora en Hendrik de kerstperiode gescheiden van elkaar door, wat sommige historici interpreteren als het begin van hun vervreemding van elkaar. De troonopvolger Hendrik leefde bovendien niet langer onder de hoede van zijn moeder, maar kreeg een eigen huishouden en verscheen steeds meer aan zijn vaders zijde. Na twee dochters, Eleonora die in 1161 in het kasteel van Domfront en Johanna die in oktober 1165 in het kasteel van Angers ter wereld kwamen, baarde Eleonora in december 1167 een laatste kind uit haar huwelijk met Hendrik, Jan.

### Opstand van de zonen

#### Terugkeer naar Aquitanië
In 1167 had Hendrik zijn handen vol met het neerslaan van opstanden van zijn vazallen. Eleonora schijnt op dat moment tezamen met graaf Patrick van Salisbury de machtsuitoefening in Aquitanië te hebben overgenomen. In de bronnen wordt vermeld dat er op 27 maart 1168 een overval op de Earl van Salisbury en Eleonora plaatsvond, die zich waarschijnlijk op de weg tussen Poitiers en Niort voordeed en waarbij de graaf om het leven kwam. Guy van Lusignan wilde Eleonora gijzelen om zijn onderhandelingspositie tegenover Hendrik te versterken, maar de koningin kon ternauwernood ontkomen. Tijdens het gevecht zou de neef van de graaf, die de geschiedenis zou ingaan als Willem de Maarschalk, zich door zijn moed hebben doen opmerken. Willem, die zelf wel was gevangengenomen door de Lusignans, zou door Eleonora worden vrijgekocht en dankzij haar voorspraak bij haar man worden aangesteld als mentor van hun oudste zoon, Hendrik de Jongere.
Volgens historica Alison Weir was het een politiek verstandige zet om Eleonora met Hendriks toestemming en onder zijn opperheerschappij het bestuur in haar geërfde gebieden, die dertig jaar lang onder vreemde heerschappij hadden gestaan, te laten uitoefenen. Tijdens haar reizen door haar gebieden nam ze onder andere de leenhulde van de Aquitaanse adel in Niort, Limoges en Bayonne in ontvangst, herstichtte ze oude markten, moedigde ze verbannen baronnen aan om terug te keren en bevestigde ze de traditionele rechten van steden en abdijen. Volgens Richard van Devizes kwam Eleonora tot het besluit om voortaan van Hendrik gescheiden te leven en voor altijd in haar geërfde gebieden te blijven. Dat moet blijken uit een brief van de aartsbisschop van Rouen, Rotrou van Warwick. Enkele historici betogen dat Hendriks affaire met Rosamund Clifford de reden was voor de scheiding. Daartegen pleit echter het feit dat Eleonora tot dan toe de talrijke affaires van Hendrik, waaruit meerdere kinderen waren voortgekomen, had genegeerd. Er zijn ook aanwijzingen dat de affaire pas na Eleonora's terugkeer naar Frankrijk begon en dat ze pas publiekelijk werd opgemerkt toen Eleonora al een gevangene van haar man was. Weir meent dat het waarschijnlijker is dat het leeftijdsverschil tussen beide partners steeds duidelijker werd en dat ze omwille van hun beider sterke karakter niet compatibel genoeg zouden zijn geweest. Turner wijst daarentegen op het feit dat reeds in de vroege jaren van hun huwelijk er lange periodes van scheiding tussen Eleonora en Hendrik waren. Hij argumenteert dat een verdere verklaring voor de terugkeer van Eleonora naar Aquitanië haar wens kan zijn geweest om de door haar geërfde heerschappij over Aquitanië zelf uit te oefenen en de opvolging van haar hertogdom naar eigen inzicht te regelen. Haar terugkeer valt bovendien in een periode waarin haar rol als regentes in Engeland in toenemende mate aan belang had ingeboet, nadat Hendrik een goed functionerend bestuursapparaat had opgezet. Als erfgename van een dynastie, die ouder en roemrijker was dan Hendriks Angevijnse of Normandische dynastie, wilde Eleonora bovendien niet toestaan dat Aquitanië definitief in het Rijk van de Plantagenets opging. Dit lijkt ook te worden bevestigd door het feit dat Eleonora in 1171 in haar decreten en bevelen formuleringen gebruikte die onderstreepten dat ze in Poitou en Aquitanië eigenmachtig regeerde en niet slechts als een vertegenwoordigster van Hendrik.

#### Verdeling van Hendriks erfenis
Begin 1169 sloten Hendrik en Lodewijk het Verdrag van Montmirail, waarin ze vastlegden hoe de verdeling van Hendriks erfenis zou verlopen. De oudste zoon, Hendrik, zou de heerschappij in Engeland overnemen. Ook Normandië en Anjou zouden aan hem toevallen. Hij werd in juni 1170 tot koning van Engeland gekroond. Een dergelijke kroning van de troonopvolger tijdens het leven van diens vader was een gebruikelijke zet om de opvolging te verzekeren, maar vereiste evenwel de medewerking van de opstandige aartsbisschop van Canterbury, Thomas Becket. Richard zou Aquitanië krijgen, waardoor diens voornaamste leenheer de Franse koning zou zijn. Godfried zou later Bretagne ontvangen en hierdoor een vazal van zijn oudste broer worden. Met de jongste zoon, Jan, werd aanvankelijk geen rekening gehouden. In welke mate Eleonora bij de plannen van haar man voor de erfopvolging was betrokken, is in de bronnen niet overgeleverd. Dat het hertogdom Aquitanië ongedeeld naar Richard zou gaan, was waarschijnlijk naar Eleonora's zin. Deze regeling was ook niet ongebruikelijk voor die tijd: het eerstgeboorterecht had zich nog niet volledig doorgezet en er bestonden conventies volgens dewelke het grondbezit dat de vrouw in het huwelijk met een vorst had ingebracht in een erfgeval naar de tweedegeboren zoon ging. In september 1170 zou hun dochter Eleonora ook worden uitgehuwelijkt aan Alfons VIII van Castilië, hetgeen de zuidelijke grens van Aquitanië veiligstelde en de koninklijke status van Hendrik II en zijn vrouw bevestigde.
In 1172 volgde de investituur van Eleonora's zoon Richard tot hertog van Aquitanië. Volgens de kroniekschrijver Godfried van Vigeois gebeurde dat op vraag van zijn moeder. De werkelijke macht bleef echter bij Hendrik II berusten. Richard moest zich bijvoorbeeld tot hem wenden wanneer hij meer geld nodig had voor troepen. Eleonora stond haar zoon Richard echter een deelname in de politieke verantwoordelijkheid toe. Zijn oudere broer Hendrik bevond zich daarentegen in een lastigere positie: Hendrik weigerde om aan zijn oudste zoon ook maar een klein deel van de regeringsverantwoordelijkheid over te dragen. Hendrik beschikte dus ondanks zijn kroning niet over een eigen land of eigen inkomsten. Bovendien had de moord op Thomas Becket door vier ridders van het hof van Hendrik II de koning in diskrediet gebracht bij zijn zoon, die een deel van zijn jeugd aan het hof van Thomas Becket had doorgebracht. Toen Hendrik II dan ook nog eens begon om voor zijn jongste zoon, Jan, een territoriale erfenis af te splitsen en hierdoor het grondgebied van de drie oudste zonen inperkte, leidde dat tot een openlijke opstand van de oudste zonen tegen Hendrik, die tot een brede rebellie uitgroeide. Begin 1173 bracht Raymond V van Toulouse, die leenhulde had gedaan aan Hendrik voor Toulouse, de oude vorst op de hoogte van een samenzwering van zijn echtgenote met zijn oudste zonen. In maart 1173 vluchtte de jonge Hendrik naar het hof van de Franse koning en zijn schoonvader. Richard en Godfried zouden zich kort daarop bij hun broer aansluiten. Eleonora werd in november 1173 onderweg naar Chartres door getrouwen van Hendrik gevangengezet.
Contemporaine chroniqueurs als Radulfus de Diceto, Willem van Newburgh en Gervasius van Canterbury waren van mening dat de opstand van de zonen door Eleonora was geïnitieerd. Slechts enkele bronnen, zoals de anonieme auteur van de Gesta Henrici Secundi zien in Lodewijk VII de wezenlijke aanstichter achter de samenzwering, wiens doel het was om Hendrik II van de macht te beroven. Een heel aantal historici, waaronder Elizabeth Brown en Ralph Turner, wijzen erop dat Eleonora afdoende politieke redenen had om de opstand te ondersteunen: in 1173 bereikte haar echtgenoot een schikking met Raymond V van Toulouse, die zijn formele vazalliteit tegenover Castilië opgaf en in Limoges Hendrik II en zijn oudste zoon Hendrik huldigde als leenheer. Voor Eleonora gaf dit de verkeerde indruk dat het graafschap Toulouse slechts een vazalstaat was van Aquitanië, en niet haar rechtmatige bezit. Ze beschouwde het als verraad van haar lang bestaande aanspraken op het graafschap als deel van haar rechtmatige erfenis.

#### Eleonora's 'gevangenschap'
Het zou tot 1174 duren vooraleer Hendrik II erin slaagde om de opstand van zijn door Lodewijk gesteunde zonen tegen zijn opperheerschappij neer te slaan. Het kwam echter niet tot feitelijke veldtochten, want de militaire conflicten beperkten zich tot de belegering van burchten en het afbranden van steden en dorpen van zijn toenmalige tegenstanders.
De aanvankelijk op het kasteel van Chinon gevangen gehouden Eleonora werd in de zomer van 1174 naar Engeland overgebracht. Daarna wordt Eleonora in contemporaine kronieken tot aan de dood van Hendrik in 1189 nog slechts een paar keer vermeld. De vermeldingen duiden niet op een echte gevangenschap van Eleonora, waardoor het volgens Ralph Turner haar situatie het best met de term huisarrest kan worden omschreven. Het is betrekkelijk zeker dat haar huishouden in deze periode klein was. Voor 1177/1178 leveren de Pipe Rolls het bewijs voor de uitgaven voor een mantel en kussen voor het huishouden van de koningin, dezelfde uitgaven gebeurden ook voor het jaar 1179 en er werd toen ook een verguld zadel voor de koningin ingeboekt. Andere vermeldingen tonen een ontmoeting aan met haar dochter Mathilda, die met Hendrik de Leeuw was getrouwd, in Winchester, een oponthoud van de koningin en Hendrik de Leeuw in Forcester en Portsmouth en een overtocht naar Frankrijk van hen beiden op een schip van Hendrik. De toenemende vermeldingen in de bronnen tijdens het meerjarige verblijf van haar dochter Mathilda in Engeland beschouwt Daniela Laube als aanwijzingen dat Eleonora in deze jaren meer bewegingsvrijheid werd toegestaan. Nadat het hertogelijk paar in 1185 naar Duitsland was teruggekeerd, zijn er geen aanwijzingen meer dat Eleonora zich in het openbaar vertoonde.
De naar verhouding goede behandeling van Eleonora, die zij in de bijna zestien jaar durende periode van haar huisarrest ervoer, zou volgens Ralph Turner een zuiver rationele afweging van haar echtgenoot zijn geweest. Een meedogenloze behandeling zou zijn gespannen relatie met zijn drie oudste zonen nog verder hebben aangetast en de machtsuitoefening in Eleonora's hertogdom duidelijk hebben bemoeilijkt. Nog hoger zou de politieke prijs zijn geweest die Hendrik – die al verantwoordelijk werd gehouden voor de moord op Thomas Becket – zou moeten betalen bij een verdacht overlijden van Eleonora. Hendrik II trachtte evenwel in 1175/1176 een nietigverklaring van zijn huwelijk te bekomen. Het is niet zeker of dit uiteindelijk op de weerstand van de Romeinse curie botste of dat Hendrik zich bewust was geworden van de politieke consequenties van zo'n nietigverklaring.
Meerdere contemporaine kroniekschrijvers wijzen erop dat Hendrik na de dood van zijn jarenlange geliefde, Rosamund de Clifford, een verhouding met Adelheid van Vexin begon. De verbintenis was in elk opzicht schandaleus: Adelheid was een dochter van Lodewijk VII uit diens tweede huwelijk, ze was sinds 1169 met Hendriks zoon Richard verloofd en ze leefde sinds die verloving onder de hoede van Hendrik. Het is mogelijk dat Hendrik er aanvankelijk nog van overtuigd was dat hij zijn huwelijk met Eleonora kon laten ontbinden en vervolgens met Adelheid kon trouwen. Zowel Lodewijk VII als later zijn zoon, Filips II, drongen er meermaals op aan dat het huwelijk tussen Adelheid en Richard zou worden voltrokken. Deze aangelegenheid zorgde zelfs na de dood van Hendrik nog voor meningsverschillen tussen beide koningshuizen en bleef uiteindelijk zonder gevolg.

#### Conflicten tussen Hendrik II en zijn zonen
Richard werd na de onderdrukking van een opstand in 1174 door Hendrik opnieuw de heerschappij over het hertogdom Aquitanië toevertrouwd. Tot aan de dood van zijn oudste broer in 1183 leek de samenwerking tussen vader en zoon probleemloos te zijn geweest. De dood van Hendrik de Jongere op 11 juni 1183 bracht hier echter verandering in. Volgens het Verdrag van Montmirail zouden nu aan Richard zowel Engeland, Normandië, Anjou, Poitou als Aquitanië toevallen. Godfried – die in 1186 hetzij door ziekte hetzij door een ongeval zou overlijden – was erfgenaam van Bretagne, terwijl Jan daarentegen "slechts" Ierland en enkele landgoederen zou erven. Hendrik wenste deze erfopvolging ten gunste van zijn jongste (en blijkbaar favoriete) zoon te wijzigen, waarbij Richard Aquitanië en Poitou moest afstaan aan Jan. Richard kon zich evenwel aan dit voornemen van zijn vader onttrekken. Hendrik kon in 1185 echter wel een afstand van het hertogdom aan Eleonora afdwingen, die met dit doel vanuit Engeland naar Frankrijk was vertrokken. In hoeverre deze teruggave met Eleonora's toestemming gebeurde, is niet geweten. Richard verbleef vervolgens enige tijd aan het hof van Hendrik en het is zeker dat dit ook tijdelijk het geval was voor Eleonora. Zo hield ze in het voorjaar van 1186 samen met Hendrik hof in Normandië en reisde ze in april met hem naar Southampton. Toen Hendrik in november 1188 Richard de officiële erkenning als erfgenaam weigerde, vluchtte die naar het hof van de Franse koning en smeekte hij hem om hulp. De alliantie tussen Richard en Filips II Augustus leidde onmiddellijk tot militaire actie, waarbij Hendrik niets tegen hun gecombineerde strijdkrachten kon inbrengen. Hendrik werd uiteindelijk op 4 juli tot een vredessluiting gedwongen, waarbij hij Richard als zijn voornaamste erfgenaam moest erkennen. Enkele dagen later overleed Hendrik in de buurt van Chinon.

## Koningsmoeder

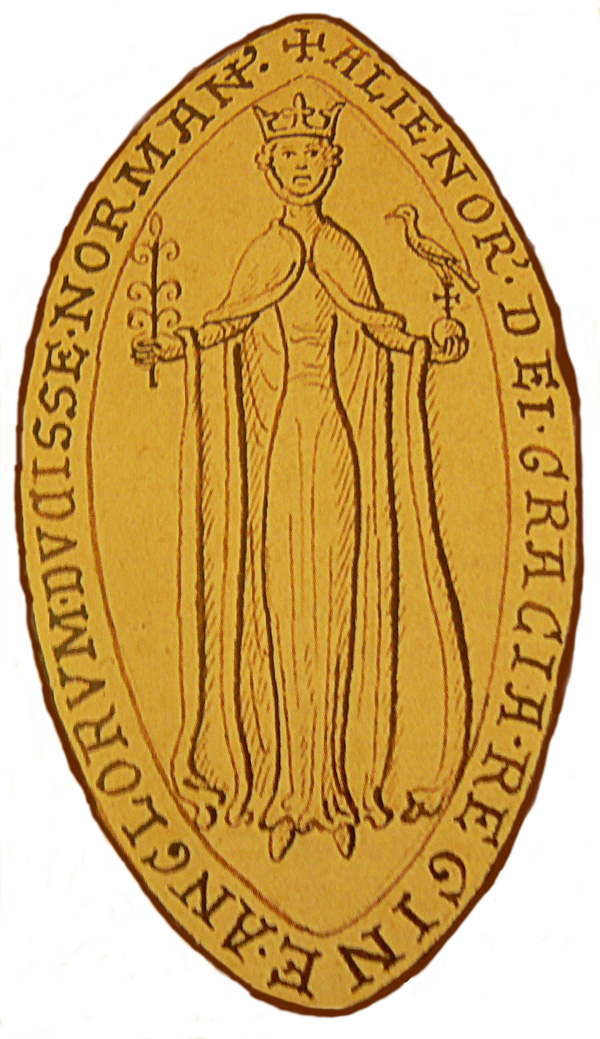
Weergave van Eleonora's zegel met het omschrift: "ALIENOR'. DEI. GRACIA. REGINE. ANGLORVM. DVCISSE. NORMAN." ("Alienor' bij gratie Gods koningin der Engelsen en hertogin der Normandiërs").

Met Hendriks dood eindigde Eleonora's teruggetrokken en grotendeels invloedsloze levensfase. Gedurende de laatste vijftien jaar tot aan haar dood in 1204 werden periodes van relatieve afzondering afgewisseld met periodes van hevige activiteit. Zowel Richard als Jan schonken haar tijdens hun regeringsperiodes voorrang op hun eigen vrouwen en verleenden haar de privileges van een koningin. Haar nieuwe rol kwam ook tot uiting in het zegel dat ze na haar vrijlating liet vervaardigen: dat stelde haar voor met meer regalia dan haar twee voorgaande zegels en noemde haar koningin bij Gods genade.

### Regeringsperiode van Richard Leeuwenhart (1189–1199)
Richard, die het grootste deel van zijn leven op het Europese continent had doorgebracht, was ten tijde van zijn vaders dood grotendeels onbekend bij zijn Engelse onderdanen. Eleonora, die onmiddellijk na het vernemen van Hendriks overlijden uit haar gevangenschap werd vrijgelaten, maakte onmiddellijk werk van een soepele machtsoverdracht in het koninkrijk. Zo eiste ze een eed van trouw in Richards naam en stelde ze hofambtenaren aan. "Het is weinig waarschijnlijk dat een koning ooit meer waardevolle hulp van zijn moeder heeft gekregen dan Richard van Eleonora" luidt het oordeel van Ralph Turner over deze overgangsfase. Richard bedankte haar door het weduwengoed te bevestigen dat Hendrik II aan haar had overgemaakt. Hij bedong ook dat ze recht had op alles wat Hendrik I en Stefanus aan hun gades hadden nagelaten. Of en hoe de inkomsten uit het hertogdom Aquitanië tussen Richard en Eleonora werden verdeeld, is onduidelijk. Eleonora beschikte in ieder geval over een inkomen dat haar toeliet een koninklijke hofhouding te onderhouden evenals tal van stichtingen en schenkingen te doen.

#### Derde Kruistocht
Richard had zich in 1187 tot deelname aan de Derde Kruistocht verplicht en riep enkele maanden na zijn kroning een concilie samen. Met zijn moeder, zijn broer Jan, zijn halfbroer (de bastaard) Godfried Plantagenet alsook meerdere aartsbisschoppen wilde hij regelen wie tijdens zijn afwezigheid zijn koninkrijk zou regeren. Zijn jongere broer Jan zou een voor de hand liggende keuze zijn geweest als regent, maar Richard wantrouwde zijn broer en nam van hem zelfs de (later herroepen) gelofte af om tijdens zijn afwezigheid niet de Engelse bodem te zullen betreden. Richard benoemde in plaats van Jan de bisschop van Ely, William de Longchamp, tot Chief Justiciar van Engeland en benoemde enkele maanden later zijn neef Arthur tot zijn erfgenaam.
Eleonora oefende aan het begin van haar zoons kruistocht geen directe regeringsfuncties uit. Richard had haar in plaats daarvan met de opdracht belast om zijn verloofde Berengaria van Navarra in Spanje op te halen en zijn toekomstige bruid tot bij hem op Sicilië te brengen. In de zomer van 1190 begaf de minstens 66-jarige Eleonora zich op de vermoeiende reis naar Spanje, waar ze koning Sancho ervan moest zien te overtuigen dat Richard daadwerkelijk zijn lang bestaande verloving met de halfzus van de Franse koning Filips II ten gunste van de prinses van Navarra wenste te verbreken. Op 30 maart kwam Eleonora met de jonge bruid in haar gezelschap aan in het Calabrische Reggio en stak dan naar Messina over, waar ze haar jongste dochter Johanna ontmoette. Slechts drie dagen later vertrok ze op haar terugreis naar Engeland, waar een militaire confrontatie tussen de toenemend autocratische William de Longchamps en haar machtzuchtige zoon Jan dreigde los te breken. Het conflict eindigde met het ontzetten van William de Longchamps uit zijn positie en de benoeming van Jan tot troonopvolger, indien uit het huwelijk met Berengaria geen zoon zou voortkomen. Dit gebeurde op Eleonora's aansturen, omdat ze meende dat haar kleinzoon Arthur te nauwe banden had met het Franse koninklijk hof. Aan Jan bleef echter deelname aan regeringszaken van het koninkrijk ontzegd, die met de steun van Eleonora grotendeels aan Walter de Coutances werden overgedragen. Voor Jan was dit onbevredigend. De Franse koning, die zijn deelname aan de Derde Kruistocht al in 1191 had afgebroken, probeerde de machtsverhoudingen ten zijner gunste te verschuiven door Jan de hand van Adelheid, Richards voormalige verloofde, te bieden. Hij had hem als bruidsschat alle bezittingen van Richard in Frankrijk beloofd. Slechts de inwerking van Eleonora en een aantal edelen aan het hof van de Plantagenets wist te verhinderen dat Jan op dit aanbod van Filips II Augustus inging.
Eleonora zette zich tijdens Richards afwezigheid ook in om de kustverdediging van Engeland te verbeteren tegen een dreigende Franse invasie.

#### Richards gevangenschap en terugkeer
De precaire vrede hield amper een jaar stand, want begin 1193 kwam het bericht dat Richard op zijn terugweg uit het Heilige Land in Duitsland door de Babenbergse hertog Leopold V van Oostenrijk was gevangengezet en kort daarop aan keizer Hendrik VI was overgedragen. Jan haastte zich daarop naar het hof van de Franse koning om bij Filips II Augustus hulde te doen voor de Franse bezittingen van zijn broer. De bijeengekomen raadsvergadering van Engeland wees de aanspraken van Jan op het koninkrijk af. Tot aan Richards terugkeer in Engeland waren er op Engelse bodem gevechten tussen Jans huurlingenleger en Engelse troepen.

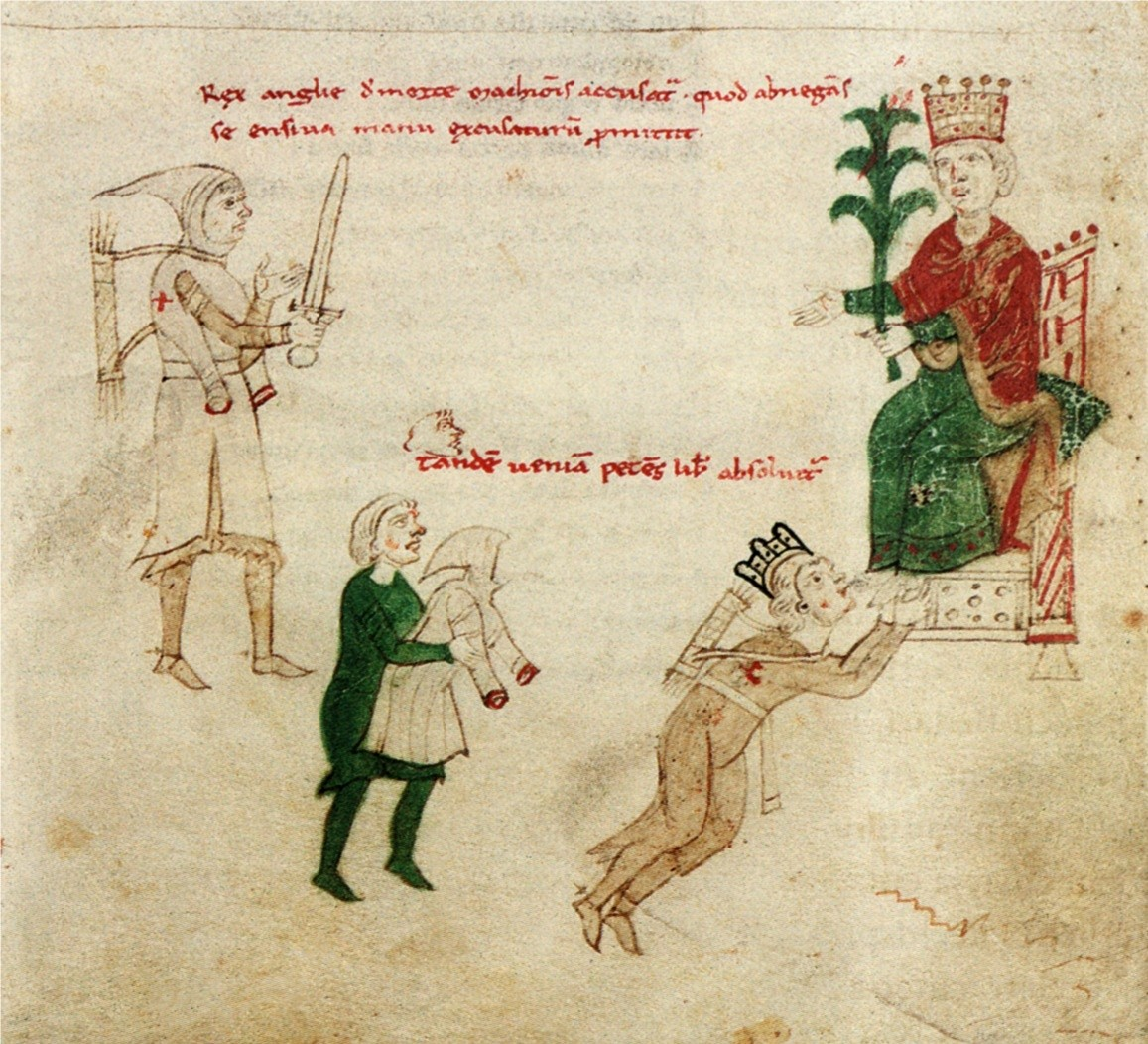
Richard Leeuwenhart kust de voeten van Hendrik VI (uit het Liber ad honorem Augusti van Petrus de Ebulo, 1196).

Eind 1193 bracht Savaric fitzGeldewin, bisschop van Bath, de voorwaarden over die keizer Hendrik aan Richards vrijlating verbond. Als kruisvaarder stond Richard onder een bijzondere pauselijke bescherming. Er zijn drie in Eleonora's naam opgestelde brieven bewaard gebleven waarin ze om pauselijke hulp smeekt. Het is onder historici omstreden of deze brieven in Eleonora's naam zijn opgestuurd of dat het om retorische vingeroefeningen gaat, die helemaal niet in haar opdracht zouden zijn opgesteld. Petrus van Blois, die Eleonora op haar terugreis uit Sicilië had begeleid en daarna een tijd aan haar hof verbleef, wordt als de meest waarschijnlijke kandidaat voor het auteurschap beschouwd. Los van de vraag of ze al dan niet "authentiek" zijn, drukken ze de toenemende vertwijfeling van een moeder ten aanzien van de passiviteit van de Heilige Stoel uit. Paus Celestinus III was op dat moment te veel gelegen aan een goede verstandhouding met de Rooms-Duitse keizer om zich met deze wegens Richards gevangenname te brouilleren.
Omwille van de passiviteit van de paus focuste Eleonora zich op het inzamelen van de 150 000 mark, die de Rooms-Duitse keizer als losgeld voor Richards vrijlating eiste. Richard gaf Eleonora niet alleen de autoriteit om het benodigde bedrag in te zamelen, maar legde ook vast dat zij de eerste betaling van het losgeld ten bedrage van 100 000 marken zou overbrengen en de gijzelaars moest vergezellen, die garant moesten staan voor de betaling van het tweede deel van het losgeld. In de winter van 1193/1194 reisde Eleonora in het gezelschap van Hubert Walter, de aartsbisschop van Canterbury, naar Duitsland. In januari bereikte ze Speyer. Richard erkende voor zijn koninkrijk Engeland de keizer als zijn leenheer. Hendrik dwong Filips II Augustus en Jan onder dreiging van militair geweld tot de teruggave van alle bezittingen die van Richard tijdens zijn gevangenschap waren afgenomen. Deze oplossing had voor Hendrik het voordeel dat hij Richard als vazal voor zich had gewonnen, maar Richard tegelijkertijd als onafhankelijke Engelse koning verder tegen Frankrijk streed, waardoor ook Filips II Augustus op Hendrik VI als bondgenoot was aangewezen. De keizer wist zich hiermee handig te manoeuvreren in een bemiddelingspositie tussen Engeland en Frankrijk. Op 4 februari 1194 was Richard weer een vrij man en op 13 maart landde hij in het gezelschap van zijn moeder in Engeland.
In april 1194 nam Eleonora aan Richards tweede kroning in Winchester deel. Ook bij de verzoening tussen Richard Leeuwenhart en zijn broer Jan schijnt zij aanwezig te zijn geweest. Voor de rest van Richards regering trok ze zich terug in de abdij van Fontevraud in Anjou.

### Laatste levensjaren onder de regering van Jan zonder Land
Het huwelijk tussen Richard en Berengaria bleef kinderloos. Als opvolger van Richard kwamen oorspronkelijk Eleonora's jongste zoon Jan en haar kleinzoon Arthur in aanmerking. Arthurs moeder Constance had omwille van haar afkeur voor de Angevijnse heersende familie geweigerd om haar zoon aan het hof van Richard te laten opgroeien; toen Richard in 1196 de voogdij over Arthur opeiste, werd hij heimelijk naar het hof van de Franse koning gebracht. Het is mogelijk dat Eleonora in deze situatie was betrokken om haar kleinzoon Otto van Brunswijk, de zoon van Mathilde en Hendrik de Leeuw van Saksen, tot Richards erfgenaam te benoemen. De reeds met het graafschap Poitou beleende Otto gaf er in 1197 echter de voorkeur aan om zich volop te storten op zijn kandidatuur als Rooms-Duitse koning.

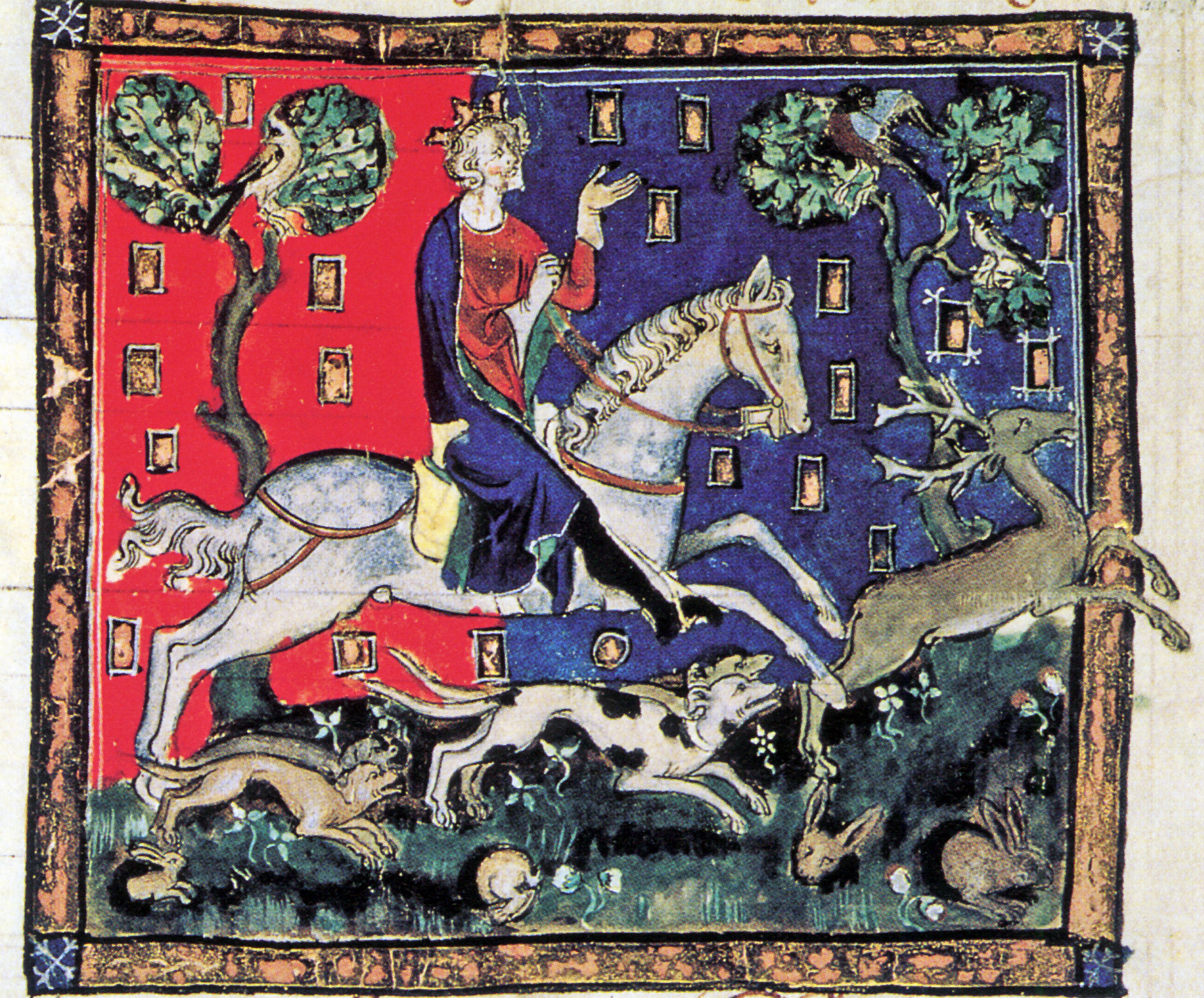
Jan zonder Land op hertenjacht (miniatuur uit een manuscript van Rege Johanne, 1300-1400. MS Cott. Claud DII, folio 116, British Library).

Toen Richard op 25 maart 1199 tijdens de belegering van het kasteel van Châlus door een kruisboogbolt of pijl werd verwond en hij enkele dagen daarop aan de verwonding stierf, liet hij een omstreden erfenis achter. Er waren nog geen bindende regels over welke graad van verwantschap in een erfgeval voorrang had, hoewel enkele autoriteiten van mening waren dat de zoon van een overleden oudere broer meer aanspraak maakte dan een jongere, nog in leven zijnde broer. Eleonora deed daarom alles in haar macht om de erkenning van haar jongste zoon Jan als erfgenaam te doen aanvaarden, ten nadele van haar Frans-gezinde kleinzoon Arthur. Tezamen met Richards huurlingenleider Mercadier leidde ze een strafexpeditie in het graafschap Anjou, dat Arthur als graaf had erkend. Ze reisde ook naar Aquitanië om de steun van haar vazallen voor Jan te vragen. Ze zorgde er ook voor dat – zolang zij in leven was – een gewapend conflict tussen de Franse en Engelse koning niet kon overslaan naar het hertogdom Aquitanië. In oorkondes benoemde ze Jan tot haar rechtmatige erfgenaam, vermaakte ze haar grondgebieden aan hem en droeg ze de eden van trouw en leenplicht van alle bisschoppen en wereldlijke vazallen op hem over. In ruil hiervoor stelde Jan op zijn beurt een oorkonde op waarin hij de heerschappij over deze gebieden terug aan haar overdroeg. Eleonora en Jan hadden hierdoor gezamenlijke zeggenschap over deze gebieden, maar Aquitanië moest geen Franse krijgstocht vrezen: enkel Eleonora en niet Jan legde de leeneed af tegenover Filips II Augustus. Tegelijkertijd had ze door de uitwisseling van oorkondes de positie van haar zoon in het Zuidwest-Frankrijk gecementeerd en een potentiële interventie van Filips II Augustus ten gunste van Arthur na haar dood bemoeilijkt. Ralph Turner prijst deze juridische constructie als een diplomatiek meesterwerk.
De krijgshandelingen tussen Jan en Filips II Augustus bleven in feite tot Normandië beperkt en werden nog in 1199 door het Verdrag van Le Goulet beëindigd. De twee koningen kwamen een huwelijk van de Franse kroonprins Lodewijk met een prinses uit het huis Anjou-Plantagenet overeen. De inmiddels hoogbejaarde Eleonora nam de taak op zich om naar Navarra te reizen om de uitverkozen bruid, haar kleindochter Blanca van Castilië, op te halen en naar Frankrijk te begeleiden. Eleonora trok zich daarna in de sinds lang door haar gesponsorde abdij van Fontevraud terug. Eleonora moest echter nog meemaken hoe het ondoordachte optreden van haar jongste zoon het verval van het Angevijnse Rijk inluidde. Tussen 1200 en 1203 vaardigde ze nog minstens tien oorkondes uit, die Aquitaanse aangelegenheden betroffen, en verzekerde door haar persoonlijk ingrijpen dat graaf Aimery VII van Thouars zich aanvankelijk loyaal tegenover Jan gedroeg. Toen haar intussen 15-jarige kleinzoon Arthur in de zomer van 1202 aan het hoofd van een strijdmacht Poitou binnentrok, zag Eleonora zich gedwongen om van Fontevraud richting Poitiers te reizen om Arthur een halt toe te roepen. In juli 1202 gelukte het Arthurs strijdmacht echter om Eleonora en haar gevolg op de burcht Mirebeau in te sluiten. Jans troepen overrompelden door hun ongewoon snelle handelen de belegeraars, verhinderden Eleonora's gevangenname en namen daarbij Arthur gevangen. Arthur stierf in april 1203 tijdens zijn gevangenschap in Rouen. Hij werd mogelijk op bevel van Jan vermoord. Het gerucht over Jans medewerking aan de dood van zijn neef leidde ertoe dat talrijke edelen van de Loirevallei, in Anjou en Poitou, zich van Jan afkeerden.
Eleonora stierf op 1 april 1204 op vermoedelijk tachtigjarige leeftijd. In diezelfde maand nog bezetten de troepen van Filips II Augustus de Normandische hoofdstad. Eleonora werd naast haar gade Hendrik II en haar zoon Richard Leeuwenhart in de abdij van Fontevraud bijgezet.

## Invloed

### Invloed op de eigentijdse literatuur

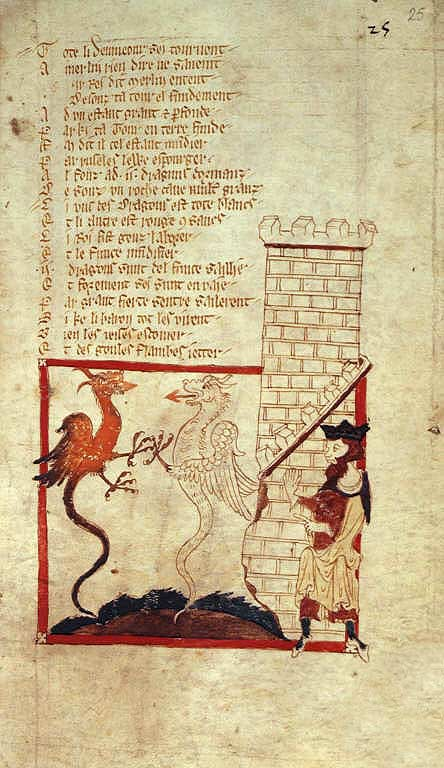
Bladzijde uit een 14e-eeuws manuscript van Roman de Brut (British Library MS Egerton 3028 f.25).

Zowel Hendrik als Eleonora groeiden op aan een hof met een rijk cultureel leven. Volgens Ralph Turner gedijde aan het Engelse koninklijk hof onder hen een unieke, productieve literaire cultuur. Veel van de werken die in de omgeving van het Engelse koninklijke hof werden geschreven waren geschriften die de voorspoed van Hendriks voorgangers op de Engelse troon onderstreepten. Het is evenwel niet te bewijzen dat het koningspaar zelf de opdracht gaf om deze geschriften te maken. Turner meent dat het waarschijnlijker is dat de auteurs, wier geschriften zich aan het hof positief lieten opvallen, indirect werden beloond, doordat het een promotie in hun kerkelijke loopbaan bespoedigde, een positie als koninklijk schrijver opleverde of hun abdij werd begunstigd. Philippe de Thaon bijvoorbeeld droeg zijn bestiarium oorspronkelijk op aan Adelheid van Leuven, een van Eleonora's voorgangsters als Engelse koningin. In 1154 overhandigde hij aan Eleonora een exemplaar, dat een nieuwe, aan haar gerichte dedicatie bevatte. In enkele verzen van deze dedicatie bad hij Eleonora om haar invloed bij de koning aan te wenden, opdat hij het aan hem toegewezen erfdeel van zijn moeder bekwam.
In de omgeving van het Engelse koninklijke hof ontstonden allerlei versvertellingen, waarvan de bekendste Roman de Brut, Roman de Rou, Roman de Troie en Roman de Thèbes zijn. Benoît de Sainte-Maure vermeldt in zijn Roman de Troie een "riche dame de riche rei" (v. 13468; "machtige dame van een machtige koning"), wellicht een verwijzing naar Eleonora. Ook Bernard de Ventadour wordt gedacht gunsteling van haar te zijn geweest. En Thomas d'Angleterre zou zijn roman over Tristan en Isolde aan haar hebben opgedragen.
De 13e-eeuwse Engelse vertaling door de Engelse priester Layamon van de Normandische Roman de Brut van de dichter Wace uit 1155 beweerde dat dit werk aan Eleonora zou zijn opgedragen geweest. Ook hier wijst Turner erop dat de dedicatie niet noodzakelijk betekent dat Eleonora de opdracht gaf. De dedicatie doet evenwel vermoeden dat Eleonora in literatuur was geïnteresseerd en de auteur meende te kunnen hopen op een gunstbewijs van haar kant. De Roman de Brut was een Franse versie van de Historia regum Britanniae van Geoffrey van Monmouth. Het Engelse vorstenhuis Plantagenet en het Franse Capet streden niet alleen om voorrang op het politieke slagveld, maar ook op "het terrein der historische legitimering". De Fransen waren trots op een roemrijke Karel de Grote, terwijl de Engelsen in de Roman de Brut een fiere koning Arthur kregen gepresenteerd. Eleonora had interesse voor de Keltische sagencyclus rond koning Arthur. Haar oudste dochter Marie, gravin van Champagne, gaf Chrétien de Troyes, "de eerste grote klassieke Franse dichter", de opdracht de Britse vertellingen in het Frans te bewerken.
In de Roman de Rou van Wace, dat met zekerheid in opdracht van Hendrik werd geschreven, is een korte biografie van Eleonora opgenomen. Die stelt haar voor als edel, vriendelijk en intelligent. Uit de bronnen kan in geen geval een bijzonder mecenaat van Eleonora worden opgemaakt en ook literatuurhistorisch zijn er weinig aanwijzingen te vinden.

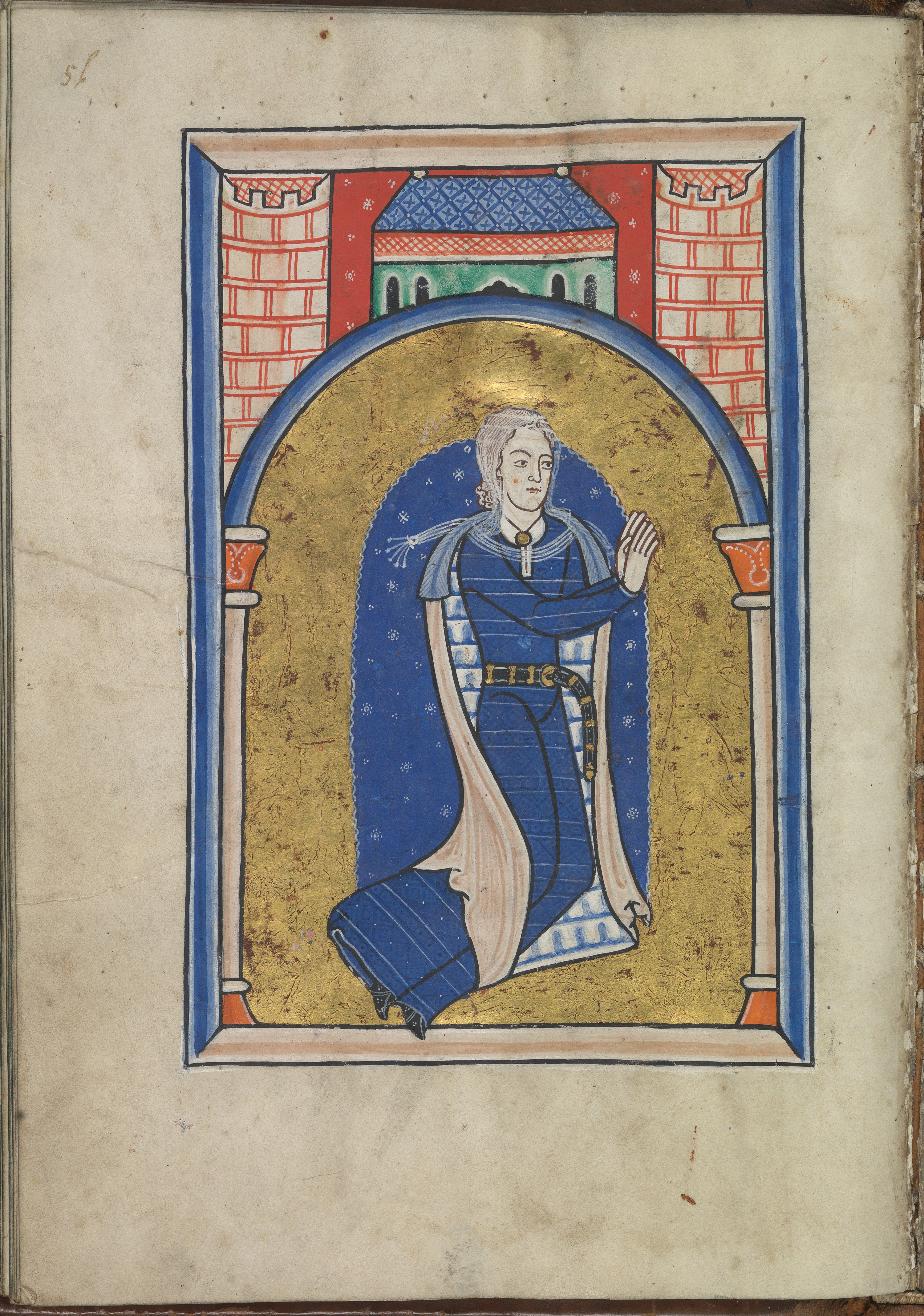
Donorportret in het zogenaamde psalter van Fécamp, dat mogelijk Eleonora voorstelt (KB 76F13, fol. 28v).

Voor de zogenaamde psalter van Fécamp , die wordt bewaard in de Koninklijke Bibliotheek van Nederland (KB 76F13), is Eleonora naar voren geschoven als mogelijke opdrachtgeefster. Deze hypothese is gebaseerd op de opvallende gelijkenissen met andere voorwerpen die aan Eleonora zijn toegeschreven, zoals het fresco in de Sint-Radegundiskapel in Chinon en haar zegel als koningin-moeder, en op het feit dat de enige andere paltser met een vrouwelijk donorportret, het zogenaamde Psalter van Helmarshausen, wordt toegeschreven aan Eleonora's dochter Mathilde.
Eleonora van Aquitanië en haar oudste dochter Maria van Champagne werden en worden voornamelijk als beschermvrouwen van de troubadourslyriek genoemd. Kenmerkend is dat de troubadourslyriek de liefde tot een ideële Platonische liefde stileerde, die vooral voor de onlosmakelijke ridderlijke dienst voor een dame, de onderwerping aan haar wil en het streven naar haar gunsten stond. Van de 12e tot 14e eeuw stond de minne in toenemende mate ook voor de fin'amors of amour courtois (hoofse, adellijke liefde) van de romaans-gevormde riddercultuur. Volgens een hardnekkige legende bevorderde Eleonora de hoofse liefde door jonge vrouwen in een zogenaamd "liefdeshof" rond zich te verzamelen tijdens haar verblijf in Poitou, waarbij zij de positie van scheidsrechter innam in zake liefdesvragen. Dit verhaal berust op één enkele bron: De amore van Andreas Capellanus, uit in de tweede helft van de 12e eeuw, een brevier voor hoofse liefde, waarin onder andere oordelen in liefdeszaken werden vermeld die werden gedacht door Eleonora en haar hofdames te zijn geveld. Als een van Eleonora's hofdames aan dit liefdeshof in Poitou werd haar oudste dochter Maria vermeld, hoewel er geen aanwijzingen voor zijn dat Eleonora naar haar scheiding van Lodewijk haar oudste dochter ooit weerzag. Nieuwere literatuurhistorische onderzoeken menen dat het waarschijnlijker is dat de voorstelling van dit liefdeshof als satire of intellectuele Spielerei moet worden gelezen. Het feit dat twee aan Eleonora toegeschreven oordelen elkaar tegenspreken lijkt hier eveneens op te wijzen.

### Invloed op de eigentijdse beeldhouwkunst

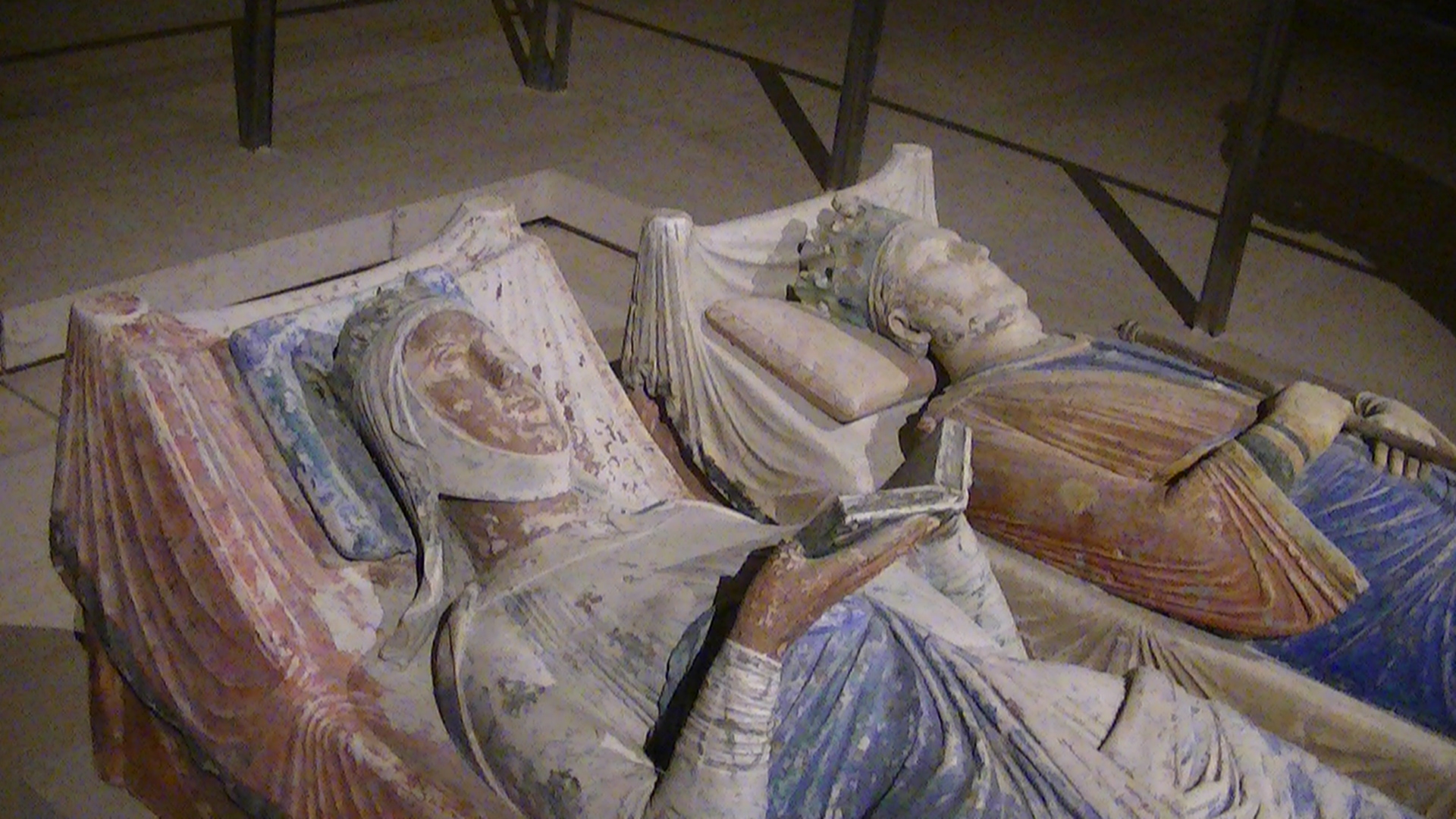
Gisant van Eleonora in de abdijkerk van Fontevraud.

Dat de abdijkerk van Fontevraud uitgroeide tot begraafplaats van de Plantagenets, is te verklaren door het feit dat de zomerhitte van 1189 het niet toeliet om het lijk van Hendrik naar zijn voorbestemde begraafplaats te vervoeren, de abdij van Grandmont in Limousin. Hij werd in plaats daarvan in Fontevraud bijgezet. Deze abdij had al lange tijd goede banden met de Aquitaanse hertogelijke familie. Eleonora's grootmoeder Filippa van Toulouse had zich in dit klooster teruggetrokken toen haar echtgenoot, Willem IX van Aquitanië, zijn buitenechtelijke verhouding met de burggravin van Châtellerault begon. Onder Eleonora's invloed ontwikkelde Fontevraud zich vervolgens tot centrale begraafplaats van haar familie. Zowel haar zoon Richard als ook haar dochter Johanna werden hier begraven. Ook de stoffelijke resten van Eleonora werden er bijgezet.
Ralph Turner veronderstelt dat Eleonora toezag op de werkzaamheden aan de grafsculpturen voor Hendrik en Richard. De gisanten voor haar overleden echtgenoot en zoon behoren tot de vroegste graffiguren van overleden heersers die in middeleeuws Europa levensgroot in steen werden gebeeldhouwd. Ze worden als toonaangevend beschouwd voor de ontwikkeling van de sepulcrale beeldhouwkunst. Turner houdt het eveneens voor mogelijk dat Eleonora ook op het ontwerp van haar eigen grafmonument toezag. Niet alleen haar man en zoon maar ook zijzelf wordt voorgesteld met een kroon. Andere symbolen van koninklijke macht ontbreken echter. Anders dan bij haar man en haar zoon stelt haar gisant haar echter levendig voor, zij het weliswaar als een vrouw van middelbare leeftijd. Het liggend standbeeld is tegelijkertijd een voorbeeld van artistieke vernieuwing, want het is de oudst bekende voorstelling uit de middeleeuwse beeldhouwkunst van een niet-geestelijke vrouw die een opengeslagen boek in de hand houdt.

## Legendevorming
Historica Daniela Laube is van mening dat Eleonora's slechte reputatie haar oorsprong vindt in de voor haar tijdgenoten moeilijk begrijpelijke gebeurtenissen tijdens de Tweede Kruistocht in Antiochië.
Terwijl de vroegste bronnen zich nog grotendeels neutraal toonden over Eleonora, werkten al minder betrouwbare, jongere bronnen deze toespellingen uit tot booswillige, andere veronderstellingen. Zo beweerde de kroniekschrijver Gerald van Wales bijvoorbeeld in zijn De instructione principis dat Eleonora reeds met Hendriks vader Godfried V van Anjou haar echtelijke trouw zou hebben gebroken en dat dit zou zijn gebeurd ten tijde van diens ambtsperiode als seneschalk van Frankrijk. Godfried van Anjou oefende dit ambt echter nooit uit. Hij was weliswaar seneschalk van Poitou, maar het is enkel geweten dat hij dit ambt vóór 1151 innam. In de Engelse geschiedschrijving werden berichten over de vermeende echtbreuk van Eleonora door Roger van Wendover en Matthew Paris neergeschreven en door latere kroniekschrijvers verder uitgewerkt. Dat een echtbreuk van Eleonora de grond voor de ontbinding van haar huwelijk met Lodewijk was, werd tot aan het begin van de 20e eeuw algemeen aanvaard. Franse kroniekschrijvers uit de 13e eeuw, zoals Philippe Mouskes, beweerden zelfs dat Eleonora deelnam aan diabolische processies en dat haar voorouders een pact met de duivel hadden gesloten.
Twee andere legenden zijn door de eeuwen heen een eigen leven gaan leiden. Hiertoe behoort het bericht over een vermeende echtbreuk van Eleonora met Saladin, die reeds door Matthew Paris werd vermeld. In latere eeuwen werd de legende van de liefdesbetrekking van Eleonora met de beroemde sultan in verschillende varianten overgenomen. Het was pas met het ontstaan van de moderne geschiedschrijving in de loop van de 19e eeuw dat men er zich van bewust werd dat de betrekking tussen Eleonora en de pas in 1138 in Mesopotamië geboren Saladin historisch gezien niet houdbaar is.

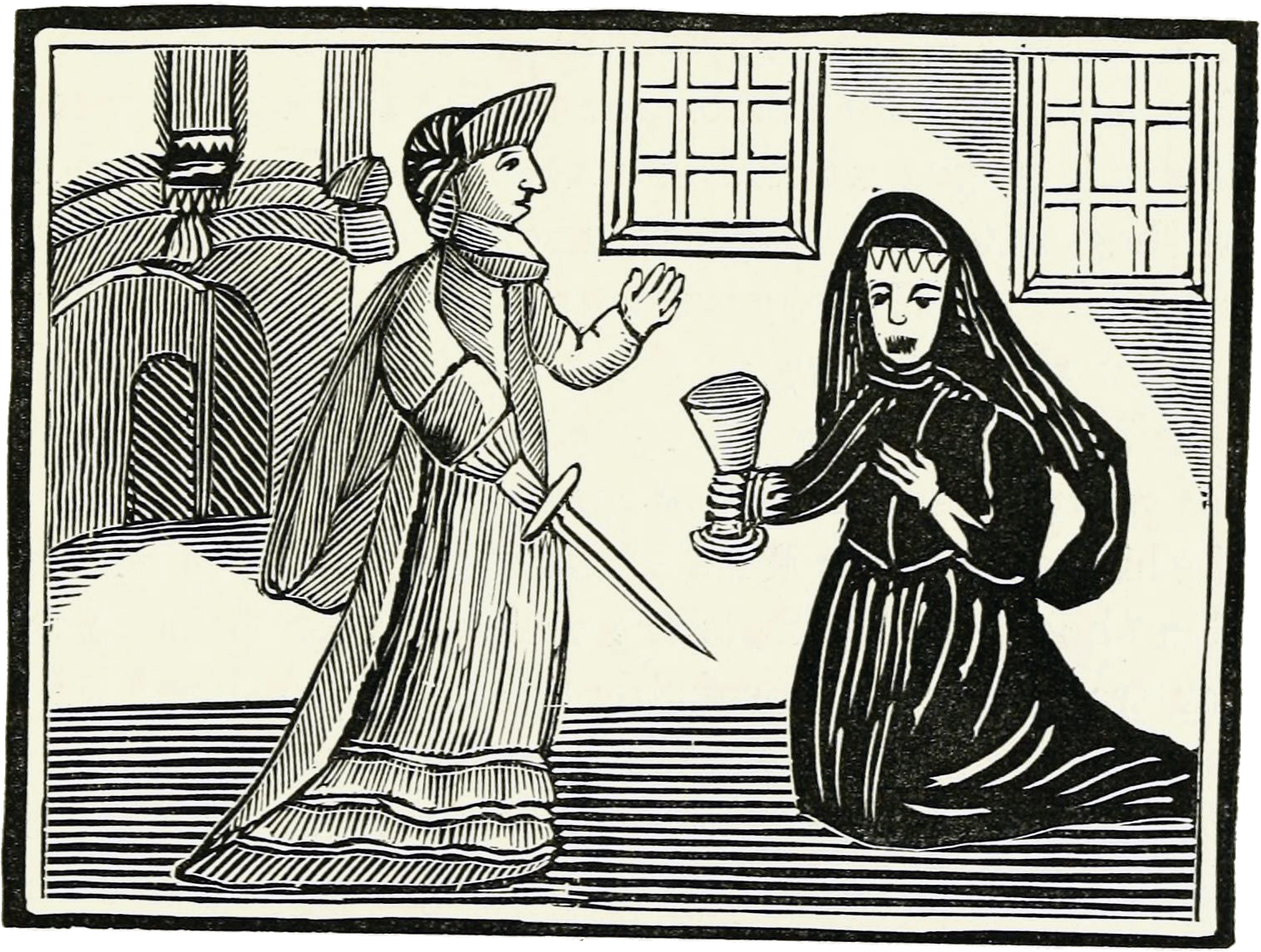
Afbeelding van de legende van Eleonora en Rosamund Clifford uit een 18e-eeuws volksboek.

De tweede legende veronderstelt dat Eleonora Rosamund Clifford, Hendriks maîtresse, zou hebben vermoord. Het verhaal dat Hendrik zijn geliefde door een labyrint wou beschermen, maar dat zijn na-ijverige echtgenote Rosamund toch vond en haar voor de keuze plaatste om door gif of dolk te sterven, werd in talloze gedichten, tragedies, opera's en romans overgenomen. Dit verhaal vindt zijn oorsprong bij de 14e-eeuwse Engelse kroniekschrijver Ranulf Higden. In de 16e eeuw namen auteurs als John Stow en Samuel Daniel het verhaal weer op en voegden ze er extra details aan toe. De beeldvorming begon te veranderen in het midden van de 19e eeuw. Charles Dickens benadrukte bijvoorbeeld in zijn tussen 1851 en 1853 geschreven Child's History of England dat het levenseinde van Rosamund waarschijnlijk weinig dramatisch was en ze haar laatste dagen in een klooster in de buurt van Oxford doorbracht.
Het vermoedelijk uit de 13e eeuw daterende Middelhoogduitse liedje Were diu werlt alle min (Ware de wereld geheel de mijne) uit de Carmina Burana (folio 60) wordt gedacht te alluderen op Eleonora als koningin van Engeland, met wie de auteur zegt wel het bed te willen delen.

## Toneelstukken, films, romans en beeldende kunst
Het leven van Eleonora is meermaals in toneelstukken, romans, films of televisieseries behandeld. Zo is Eleonora een personage in William Shakespeare's in 1595/1596 geschreven historisch drama King John. In de in 1834 voor het eerst opgevoerde opera Rosmonda d'Inghilterra van Gaetano Donizetti wordt "Leonora" als moordenares van de maîtresse van Hendrik voorgesteld. Eveneens gefictionaliseerd is het drama Becket ou l'honneur de Dieu (Becket of de eer van god) uit 1958 van Jean Anouilh, waarin Eleonora een nevenpersonage is. Het stuk werd in 1964 verfilmd onder de titel Becket.

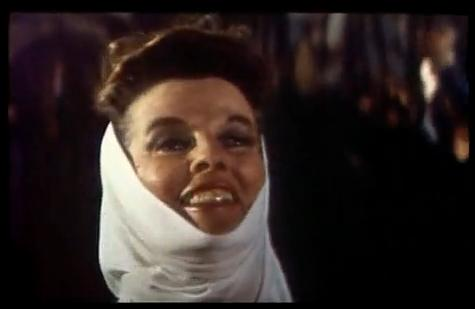
Katharine Hepburn als Eleonora in The Lion in Winter (1968).

Eleonora was naast Hendrik II een van de twee centrale personages in het in 1966 voor het eerst opgevoerde toneelstuk The Lion in Winter van James Goldman. Het stuk speelt zich af in het jaar 1183 rond de kerstperiode en heeft de intriges rond de opvolging van Hendrik als onderwerp. Het stuk werd onder dezelfde titel, The Lion in Winter, in 1968 voor het eerst verfilmd. De film kon bogen op een sterrencast: Eleonora werd gespeeld door Katharine Hepburn, Hendrik II door Peter O'Toole, de jonge Richard Leeuwenhart door Anthony Hopkins en de Franse koning Filips II door Timothy Dalton. De film wist een heel reeks aan prijzen in de wacht te slepen: zo werd onder andere Katharine Hepburn voor haar portrettering van Eleonora als beste hoofdrolspeelster met een Oscar geëerd. De gelijknamige remake met Glenn Close en Patrick Stewart in de hoofdrollen verscheen in 2003 als televisiefilm op de schermen en leverde Close een Emmynominatie en een Golden Globe op. Als nevenpersonage duikt Eleonora op in meerdere televisie- en filmadaptaties van de verhalen rond Robin Hood en Ivanhoe, zoals de bioscoopfilm The Story of Robin Hood (1952) alsook de televisieseries The Adventures of Robin Hood (1955–1959), Ivanhoe (1958) en Robin Hood (2006–2009).
Eleonora is daarenboven het hoofdpersonage in een reeks historische romans. Tot de schrijvers die zich op haar leven hebben gebaseerd, behoren de Engelse schrijfster Eleanor Hibbert, die onder het pseudoniem Jean Plaidy meerdere romans over haar schreef, de Duitse schrijfster Tanja Kinkel (Die Löwin von Aquitanien, 1991) en Alison Weir, die na haar historische biografie over Eleonora van Aquitanië de stof ook in romanvorm verwerkte (The Captive Queen, 2010). De Franse schrijfster Clara Dupont-Monod wijdde haar roman Le roi disait que j'étais diable (2014) aan haar en ontving hiervoor de literatuurprijs van het magazine Point de vue. Ook Thea Beckman wijdde haar roman De gouden dolk (1982) aan de Tweede Kruistocht, waarbij ook de huwelijksperikelen van Lodewijk en Eleonora ter sprake komen. Mireille Calmels roman Le lit d'Aliénor (2001) benadert Eleonora's leven vanuit het oogpunt van het hoofdpersonage, Loanna de Grimwald.
Ook in de beeldende kunsten van de 20e eeuw vond Eleonora haar intrede. Haar rol in de vrouwengeschiedenis werd door de feministische kunstenares Judy Chicago in de verf gezet: in haar werk The Dinner Party is ze een van negenendertig vrouwen met een plaatsje aan de tafel.

## Stamboom
| Willem IX de Troubadour 1071–1126    | Willem IX de Troubadour 1071–1126    | Willem IX de Troubadour 1071–1126    | Willem IX de Troubadour 1071–1126    | Willem IX de Troubadour 1071–1126     | Willem IX de Troubadour 1071–1126     |                                       |                                       | Filippa van Toulouse ca. 1073–1118    | Filippa van Toulouse ca. 1073–1118    | Filippa van Toulouse ca. 1073–1118    | Filippa van Toulouse ca. 1073–1118    | Filippa van Toulouse ca. 1073–1118    | Filippa van Toulouse ca. 1073–1118    |                              |                              | Aimery I van Châtellerault ca. 1075–1151 | Aimery I van Châtellerault ca. 1075–1151 | Aimery I van Châtellerault ca. 1075–1151 | Aimery I van Châtellerault ca. 1075–1151 | Aimery I van Châtellerault ca. 1075–1151 | Aimery I van Châtellerault ca. 1075–1151 |                                   |                                   | Amalberga de l'Isle Bouchard 1079–1151 | Amalberga de l'Isle Bouchard 1079–1151 | Amalberga de l'Isle Bouchard 1079–1151 | Amalberga de l'Isle Bouchard 1079–1151 | Amalberga de l'Isle Bouchard 1079–1151 | Amalberga de l'Isle Bouchard 1079–1151 |                                |                                |                                |                                |                   |                   |                           |                           |                           |                           |                           |                           |  |  |  |  |  |  |  |  |  |  |  |  |  |  |  |  |  |  |  |  |  |  |  |  |  |  |  |  |
| Willem IX de Troubadour 1071–1126    | Willem IX de Troubadour 1071–1126    | Willem IX de Troubadour 1071–1126    | Willem IX de Troubadour 1071–1126    | Willem IX de Troubadour 1071–1126     | Willem IX de Troubadour 1071–1126     |                                       |                                       | Filippa van Toulouse ca. 1073–1118    | Filippa van Toulouse ca. 1073–1118    | Filippa van Toulouse ca. 1073–1118    | Filippa van Toulouse ca. 1073–1118    | Filippa van Toulouse ca. 1073–1118    | Filippa van Toulouse ca. 1073–1118    |                              |                              | Aimery I van Châtellerault ca. 1075–1151 | Aimery I van Châtellerault ca. 1075–1151 | Aimery I van Châtellerault ca. 1075–1151 | Aimery I van Châtellerault ca. 1075–1151 | Aimery I van Châtellerault ca. 1075–1151 | Aimery I van Châtellerault ca. 1075–1151 |                                   |                                   | Amalberga de l'Isle Bouchard 1079–1151 | Amalberga de l'Isle Bouchard 1079–1151 | Amalberga de l'Isle Bouchard 1079–1151 | Amalberga de l'Isle Bouchard 1079–1151 | Amalberga de l'Isle Bouchard 1079–1151 | Amalberga de l'Isle Bouchard 1079–1151 |                                |                                |                                |                                |                   |                   |                           |                           |                           |                           |                           |                           |  |  |  |  |  |  |  |  |  |  |  |  |  |  |  |  |  |  |  |  |  |  |  |  |  |  |  |  |
|                                      |                                      |                                      |                                      |                                       |                                       |                                       |                                       |                                       |                                       |                                       |                                       |                                       |                                       |                              |                              |                                          |                                          |                                          |                                          |                                          |                                          |                                   |                                   |                                        |                                        |                                        |                                        |                                        |                                        |                                |                                |                                |                                |                   |                   |                           |                           |                           |                           |                           |                           |  |  |  |  |  |  |  |  |  |  |  |  |  |  |  |  |  |  |  |  |  |  |  |  |  |  |  |  |
|                                      |                                      |                                      |                                      | Willem X van Aquitanië 1099–1137      | Willem X van Aquitanië 1099–1137      | Willem X van Aquitanië 1099–1137      | Willem X van Aquitanië 1099–1137      | Willem X van Aquitanië 1099–1137      | Willem X van Aquitanië 1099–1137      |                                       |                                       |                                       |                                       |                              |                              |                                          |                                          |                                          |                                          | Aénor van Châtellerault 1103–1130        | Aénor van Châtellerault 1103–1130        | Aénor van Châtellerault 1103–1130 | Aénor van Châtellerault 1103–1130 | Aénor van Châtellerault 1103–1130      | Aénor van Châtellerault 1103–1130      |                                        |                                        |                                        |                                        |                                |                                |                                |                                |                   |                   |                           |                           |                           |                           |                           |                           |  |  |  |  |  |  |  |  |  |  |  |  |  |  |  |  |  |  |  |  |  |  |  |  |  |  |  |  |
|                                      |                                      |                                      |                                      | Willem X van Aquitanië 1099–1137      | Willem X van Aquitanië 1099–1137      | Willem X van Aquitanië 1099–1137      | Willem X van Aquitanië 1099–1137      | Willem X van Aquitanië 1099–1137      | Willem X van Aquitanië 1099–1137      |                                       |                                       |                                       |                                       |                              |                              |                                          |                                          |                                          |                                          | Aénor van Châtellerault 1103–1130        | Aénor van Châtellerault 1103–1130        | Aénor van Châtellerault 1103–1130 | Aénor van Châtellerault 1103–1130 | Aénor van Châtellerault 1103–1130      | Aénor van Châtellerault 1103–1130      |                                        |                                        |                                        |                                        |                                |                                |                                |                                |                   |                   |                           |                           |                           |                           |                           |                           |  |  |  |  |  |  |  |  |  |  |  |  |  |  |  |  |  |  |  |  |  |  |  |  |  |  |  |  |
|                                      |                                      |                                      |                                      |                                       |                                       |                                       |                                       |                                       |                                       |                                       |                                       |                                       |                                       |                              |                              |                                          |                                          |                                          |                                          |                                          |                                          |                                   |                                   |                                        |                                        |                                        |                                        |                                        |                                        |                                |                                |                                |                                |                   |                   |                           |                           |                           |                           |                           |                           |  |  |  |  |  |  |  |  |  |  |  |  |  |  |  |  |  |  |  |  |  |  |  |  |  |  |  |  |
| Lodewijk VII van Frankrijk 1120–1180 | Lodewijk VII van Frankrijk 1120–1180 | Lodewijk VII van Frankrijk 1120–1180 | Lodewijk VII van Frankrijk 1120–1180 | Lodewijk VII van Frankrijk 1120–1180  | Lodewijk VII van Frankrijk 1120–1180  |                                       |                                       | Eleonora van Aquitanië 1122/1124–1204 | Eleonora van Aquitanië 1122/1124–1204 | Eleonora van Aquitanië 1122/1124–1204 | Eleonora van Aquitanië 1122/1124–1204 | Eleonora van Aquitanië 1122/1124–1204 | Eleonora van Aquitanië 1122/1124–1204 |                              |                              | Hendrik II van Engeland 1133–1189        | Hendrik II van Engeland 1133–1189        | Hendrik II van Engeland 1133–1189        | Hendrik II van Engeland 1133–1189        | Hendrik II van Engeland 1133–1189        | Hendrik II van Engeland 1133–1189        |                                   |                                   |                                        |                                        |                                        |                                        |                                        |                                        |                                |                                |                                |                                |                   |                   |                           |                           |                           |                           |                           |                           |  |  |  |  |  |  |  |  |  |  |  |  |  |  |  |  |  |  |  |  |  |  |  |  |  |  |  |  |
| Lodewijk VII van Frankrijk 1120–1180 | Lodewijk VII van Frankrijk 1120–1180 | Lodewijk VII van Frankrijk 1120–1180 | Lodewijk VII van Frankrijk 1120–1180 | Lodewijk VII van Frankrijk 1120–1180  | Lodewijk VII van Frankrijk 1120–1180  |                                       |                                       | Eleonora van Aquitanië 1122/1124–1204 | Eleonora van Aquitanië 1122/1124–1204 | Eleonora van Aquitanië 1122/1124–1204 | Eleonora van Aquitanië 1122/1124–1204 | Eleonora van Aquitanië 1122/1124–1204 | Eleonora van Aquitanië 1122/1124–1204 |                              |                              | Hendrik II van Engeland 1133–1189        | Hendrik II van Engeland 1133–1189        | Hendrik II van Engeland 1133–1189        | Hendrik II van Engeland 1133–1189        | Hendrik II van Engeland 1133–1189        | Hendrik II van Engeland 1133–1189        |                                   |                                   |                                        |                                        |                                        |                                        |                                        |                                        |                                |                                |                                |                                |                   |                   |                           |                           |                           |                           |                           |                           |  |  |  |  |  |  |  |  |  |  |  |  |  |  |  |  |  |  |  |  |  |  |  |  |  |  |  |  |
|                                      |                                      |                                      |                                      |                                       |                                       |                                       |                                       |                                       |                                       |                                       |                                       |                                       |                                       |                              |                              |                                          |                                          |                                          |                                          |                                          |                                          |                                   |                                   |                                        |                                        |                                        |                                        |                                        |                                        |                                |                                |                                |                                |                   |                   |                           |                           |                           |                           |                           |                           |  |  |  |  |  |  |  |  |  |  |  |  |  |  |  |  |  |  |  |  |  |  |  |  |  |  |  |  |
|                                      |                                      |                                      |                                      |                                       |                                       |                                       |                                       |                                       |                                       |                                       |                                       |                                       |                                       |                              |                              |                                          |                                          |                                          |                                          |                                          |                                          |                                   |                                   |                                        |                                        |                                        |                                        |                                        |                                        |                                |                                |                                |                                |                   |                   |                           |                           |                           |                           |                           |                           |  |  |  |  |  |  |  |  |  |  |  |  |  |  |  |  |  |  |  |  |  |  |  |  |  |  |  |  |
| Maria van Frankrijk 1145–1198        | Maria van Frankrijk 1145–1198        | Maria van Frankrijk 1145–1198        | Maria van Frankrijk 1145–1198        | Maria van Frankrijk 1145–1198         | Maria van Frankrijk 1145–1198         |                                       |                                       | Willem 1153–1156                      | Willem 1153–1156                      | Willem 1153–1156                      | Willem 1153–1156                      | Willem 1153–1156                      | Willem 1153–1156                      |                              |                              | Mathilde 1156–1189                       | Mathilde 1156–1189                       | Mathilde 1156–1189                       | Mathilde 1156–1189                       | Mathilde 1156–1189                       | Mathilde 1156–1189                       |                                   |                                   | Godfried II van Bretagne 1158–1186     | Godfried II van Bretagne 1158–1186     | Godfried II van Bretagne 1158–1186     | Godfried II van Bretagne 1158–1186     | Godfried II van Bretagne 1158–1186     | Godfried II van Bretagne 1158–1186     |                                |                                | Johanna 1165–1199              | Johanna 1165–1199              | Johanna 1165–1199 | Johanna 1165–1199 | Johanna 1165–1199         | Johanna 1165–1199         |                           |                           |                           |                           |  |  |  |  |  |  |  |  |  |  |  |  |  |  |  |  |  |  |  |  |  |  |  |  |  |  |  |  |
| Maria van Frankrijk 1145–1198        | Maria van Frankrijk 1145–1198        | Maria van Frankrijk 1145–1198        | Maria van Frankrijk 1145–1198        | Maria van Frankrijk 1145–1198         | Maria van Frankrijk 1145–1198         |                                       |                                       | Willem 1153–1156                      | Willem 1153–1156                      | Willem 1153–1156                      | Willem 1153–1156                      | Willem 1153–1156                      | Willem 1153–1156                      |                              |                              | Mathilde 1156–1189                       | Mathilde 1156–1189                       | Mathilde 1156–1189                       | Mathilde 1156–1189                       | Mathilde 1156–1189                       | Mathilde 1156–1189                       |                                   |                                   | Godfried II van Bretagne 1158–1186     | Godfried II van Bretagne 1158–1186     | Godfried II van Bretagne 1158–1186     | Godfried II van Bretagne 1158–1186     | Godfried II van Bretagne 1158–1186     | Godfried II van Bretagne 1158–1186     |                                |                                | Johanna 1165–1199              | Johanna 1165–1199              | Johanna 1165–1199 | Johanna 1165–1199 | Johanna 1165–1199         | Johanna 1165–1199         |                           |                           |                           |                           |  |  |  |  |  |  |  |  |  |  |  |  |  |  |  |  |  |  |  |  |  |  |  |  |  |  |  |  |
|                                      |                                      |                                      |                                      | Adelheid van Frankrijk 1150–1195/1197 | Adelheid van Frankrijk 1150–1195/1197 | Adelheid van Frankrijk 1150–1195/1197 | Adelheid van Frankrijk 1150–1195/1197 | Adelheid van Frankrijk 1150–1195/1197 | Adelheid van Frankrijk 1150–1195/1197 |                                       |                                       | Hendrik de Jongere 1155–1183          | Hendrik de Jongere 1155–1183          | Hendrik de Jongere 1155–1183 | Hendrik de Jongere 1155–1183 | Hendrik de Jongere 1155–1183             | Hendrik de Jongere 1155–1183             |                                          |                                          | Richard Leeuwenhart 1157–1199            | Richard Leeuwenhart 1157–1199            | Richard Leeuwenhart 1157–1199     | Richard Leeuwenhart 1157–1199     | Richard Leeuwenhart 1157–1199          | Richard Leeuwenhart 1157–1199          |                                        |                                        | Eleonora Plantagenet 1161–1214         | Eleonora Plantagenet 1161–1214         | Eleonora Plantagenet 1161–1214 | Eleonora Plantagenet 1161–1214 | Eleonora Plantagenet 1161–1214 | Eleonora Plantagenet 1161–1214 |                   |                   | Jan zonder Land 1167–1216 | Jan zonder Land 1167–1216 | Jan zonder Land 1167–1216 | Jan zonder Land 1167–1216 | Jan zonder Land 1167–1216 | Jan zonder Land 1167–1216 |  |  |  |  |  |  |  |  |  |  |  |  |  |  |  |  |  |  |  |  |  |  |  |  |  |  |  |  |

## Huwelijken en nakomelingen
(1) ⚭ (1137, ontbonden in 1152) koning Lodewijk VII van Frankrijk
(1) Maria (ca. 1145–11 maart 1198)
⚭ in 1164 met Hendrik I, graaf van Blois-Champagne
Hendrik II van Champagne (1166–1197), koning van Jeruzalem
Scholastica van Champagne (1172–1219), rond 1183 getrouwd met graaf Willem IV van Mâcon
Maria van Champagne (ca. 1174–1204), op 13 januari 1186 getrouwd met graaf Boudewijn IX van Vlaanderen, de latere keizer Boudewijn I van het Latijnse Keizerrijk
Theobald III van Champagne (1179–1201), opvolger van zijn broer als graaf van de Champagne,
(1) Adelheid (juli/augustus 1150–1197/1198)
⚭ in 1164 met Theobald V, graaf van Blois en Chartres
Margaretha van Blois (ca. 1170–12 juli 1230), paltsgravin van Bourgondië, in 1218 gravin van Blois en Châteaudun, I. in 1183 getrouwd met Hugo III van Oisy, heer van Montmirail, II. in 1190 getrouwd met graaf Otto I van Bourgondië, III. in 1202/1203 getrouwd met heer Wouter II van Avesnes
Lodewijk van Blois (1172–14 april 1205), graaf van Blois, Clermont en Chartres (1191–1205)
Theobald (jong gestorven in 1182)
Hendrik (jong gestorven in 1182)
Elisabeth (Isabella) van Blois (1180–1247/1248), gravin van Chartres en Romorantin, I. voor 1196 getrouwd met Sulpicius III van Amboise, II. na 1218 getrouwd met Jan II van Montmirail (?–1240/1244), baron van Montmirail, heer van Oisy en Crèvecœur, kastelein (châtelain) van Kamerijk (Cambrai)
Adelheid, abdis van Fontevrault
Filips (jong gestorven in 1202)

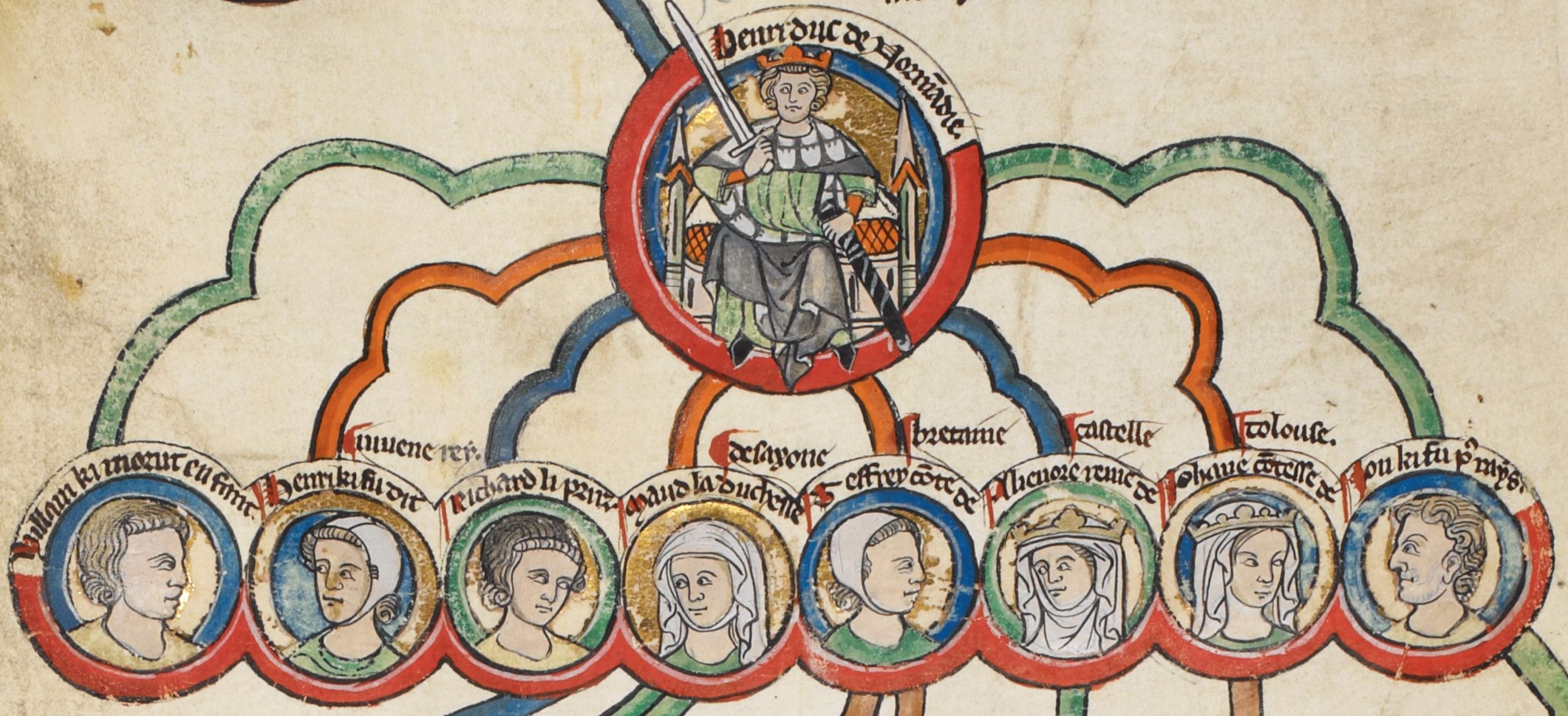
Koning Hendrik II van Engeland en zijn kinderen: in de linkerbenedenhoek Willem (voorstelling uit de 13e eeuw).

(2) ⚭ (1152) Hendrik Plantagenet, de latere koning Hendrik II van Engeland
(2) Willem (17 augustus 1153–juni 1156)
(2) Hendrik de Jongere (1155–1183), de erfgenaam van de troon en medekoning van zijn vader
⚭ in 1172 met Margaretha van Frankrijk, wat in feite een vereniging van beide landen betekende, aangezien toentertijd Filips II nog niet was geboren
(2) Mathilde (1156–13 juli 1189)
⚭ op 1 februari 1168 met Hendrik de Leeuw, hertog van Saksen en Beieren
Richenza (1172–13 januari 1209/1210), verloofd met Willem I van Schotland maar niet met hem getrouwd, getrouwd met Godfried III van Perche en met Enguerrand III van Coucy
Hendrik V van Brunswijk (ca. 1173–28 april 1227), paltsgraaf bij de Rijn (1195–1213)
Lotharius (1174–1190)
Otto IV, keizer van het Heilige Roomse Rijk
onbekende zoon (jong overleden)
Willem (1184–1213), graaf van Lüneburg
(2) Richard Leeuwenhart (1157–1199), koning van Engeland
⚭ op 12 mei 1191 met Berengaria van Navarra
(2) Godfried II (23 september 1158–19 augustus 1186), hertog van Bretagne
⚭ in juli 1181 met Constance van Bretagne, de laatste afstammelinge van de hertogen van Bretagne
Eleonora van Bretagne (1184–1241)
Mathilda van Bretagne (1185–1189)
Arthur I van Bretagne (1187–1203), hertog van Bretagne
(2) Eleonora (1161–oktober 1214)
⚭ in 1170 met koning Alfons VIII van Castilië
Berenguela, koningin van Castilië (1180–1246), echtgenote van Alfons IX, koning van León
Sancho, prins van Castilië (1181)
Sancha, prinses van Castilië (1182–1184)
Urraca, prinses van Castilië (1186–1220), echtgenote van Alfons II van Portugal
Blanca van Castilië, prinses van Castilië (1188–1252), echtgenote van Lodewijk VIII van Frankrijk
Ferdinand, prins van Castilië (1189–1211)
Mafalda, prinses van Castilië (1191–1204)
Hendrik, prins van Castilië (1192–119?)
Constanza, prinses van Castilië (1196–119?)
Eleonora, prinses van Castilië (1202–1244), echtgenote van Jacobus I van Aragón
Hendrik I, koning van Castilië (1204–1217)
Constanza (?–1243), abdis van het cisterciënzerklooster Las Huelgas in Burgos, gesticht door haar vader
(2) Johanna (oktober 1165-september 1199)
⚭ I. op 13 februari 1177 met koning Willem II van Sicilië
Bohemund van Apulië (1181)
⚭ II. in oktober 1196 met Raymond VI, graaf van Toulouse
Raymond VII (1197–1249)
onbekende dochter (1198)
Richard (1199)
(2) Jan zonder Land (24 december 1166/1167-18/19 oktober 1216), koning van Engeland,
⚭ I. in 1189 met Isabella van Gloucester
⚭ II. in augustus 1200 met Isabella van Angoulême
Hendrik III van Engeland, koning van Engeland
Richard van Cornwall, graaf van Poitou, graaf van Cornwall en vanaf 13 januari 1257 Rooms-Duitse koning
Johanna van Engeland, in 1221 getrouwd met Alexander II van Schotland
Isabella van Engeland, op 15 of 20 juli 1235 getrouwd met keizer Frederik II
Eleonora van Leicester, I. in 1219 getrouwd met William Marshal, II. op 7 januari 1238 getrouwd met Simon V van Montfort

## Verder lezen
- M.R. Evans, Inventing Eleanor: The Medieval and Post-Medieval Image of Eleanor of Aquitaine, Londen – New Delhi – New York – Sydney, 2014. ISBN 9781441146038
  - Recensie door Elena Woodacre op History.ac.uk (juni 2015)
- G. Pikkemaat, Eleonore van Aquitanië 1122-1204: een bijzondere vrouw in het zomertij der middeleeuwen, Soesterberg, 20138. ISBN 9789461530721
  - Recensie door Jos Martens op histoforum.net (maart 2013)